# Museu Arqueològic Nacional d'Espanya
El Museu Arqueològic Nacional d'Espanya és un museu d'arqueologia amb continguts que abasten la prehistòria, la història i l'art antics, la numismàtica i les arts decoratives medievals i modernes. Està situat a Madrid, a l'anomenat Palau de Biblioteques i Museus de Madrid, un edifici del segle xix de l'arquitecte Francisco Jareño que comparteix amb la Biblioteca Nacional d'Espanya. S'hi accedeix pel carrer de Serrano, al costat de la plaça de Colom.

## Història
El museu es va fundar el 1867 per Reial Decret d'Isabel II. La seva creació va estar motivada per la necessitat de disposar d'un museu on, igual que als restants països europeus, es poguessin conservar, classificar i exposar els materials arqueològics, etnogràfics, d'arts decoratives i numismàtiques que havien reunit els monarques espanyols a la Reial Biblioteca, al Reial Gabinet d'Història Natural i en altres institucions. El 1941 els seus fons d'arqueologia americana es van separar del Museu per passar a integrar el nou Museu d'Amèrica.
El va inaugurar el 9 de juliol de 1871 el rei Amadeu I de Savoia, sota la direcció de Ventura Ruiz Aguilera, cobrint aleshores quatre seccions:
- Temps primitius, amb 2703 objectes.
- Edat Mitjana, amb 3033 objectes.
- Numismàtica, amb 103 096 monedes d'or, plata, bronze i plom.
- Etnografia, amb 3500 objectes procedents de l'Àsia, Àfrica, Amèrica i Oceania.

Al començament de la Guerra Civil espanyola el Museu va patir el robatori de la seva col·lecció de monedes d'or, així com de l'anomenat Tresor dels Quimbayas. Les monedes van passar a engruixir al nomenat Tresor del iot Vita, traslladat a Mèxic al terme de la contesa, i del qual es va apropiar el dirigent socialista Indalecio Prieto Tuero. El destí de les monedes mai no es va aclarir, encara que la seva bona part sembla que va ser comprada per la Hispanic Society of America, la col·lecció completa de la qual va ser subhastada el 2011 i part portada de tornada a Espanya per Subhastes Vico.6 Per sort, el Tresor dels Quimbayas va ser localitzat a Ginebra després de la guerra i va tornar a Espanya. Per Decret de 19 d'abril de 1941 els fons d'art, arqueologia i etnografia americans es van separar del Museu per integrar el nou Museu d'Amèrica a Madrid.

## Directors
El Decret de 27 de novembre de 1967 va suprimir el règim d'autonomia administrativa del Museu Arqueològic Nacional. Anteriorment el director el nomenava directament el ministre; de 1981 a 1999 era escollit entre els candidats que signaran una convocatòria de vacant
. Des de 1993 (Reial Decret 683/1993, de 7 de maig, pel qual es reorganitza el Museu Arqueològic Nacional, art. 4.1.) el Director del Museu és igualment designat pel ministre a càrrec dels assumptes culturals (Ministeri d'Educació, Cultura i Esport), a proposta del Director General de Belles Arts i Béns Culturals, després d'una «convocatòria de lliure designació». Juntament amb altres organismes públics, com el Museu del Prado, la Biblioteca Nacional d'Espanya o l'Arxiu Històric Nacional, el nomenament del seu director és discrecional, encara que des del Reial Decret 570/1999, de 9 d'abril, de creació del Patronat del Museu Arqueològic Nacional, el Patronat del Museu pot «emetre el seu parer sobre el nomenament del Director i del Sotsdirector del Museu» (art. 4.4.).
- Pere Felip Monlau i Roca (1867-1868)
- José Amador de los Ríos y Serrano (feb-sept. 1868)
- Ventura Ruiz Aguilera (1868-1872)
- Antonio García Gutiérrez (1872-1884)
- Basilio Sebastián Castellanos de Losada (1886-1891)
- Juan de Dios de la Rada y Delgado (1891–1900)
- Juan Catalina García y López (1900-1911)
- Rodrigo Amador de los Ríos y Villalta (1911–1916)
- José Ramón Mélida y Alinari (1916–1930)
- Francisco de Paula Álvarez-Ossorio y Farfán de los Godos (1930–1939)
- Casto María del Rivero (1937-1937)
- Cayetano de Mergelina y Luna (1937 -1939)
- Blas Taracena Aguirre (1939–1941)
- Augusto Fernández de Avilés y Álvarez-Ossorio (1941–1952)
- Joaquín María de Navascués y de Juan (1952–1967)
- Augusto Fernández de Avilés y Álvarez-Ossorio (segona etapa) (1967–1968)
- Martín Almagro Basch (1968–1981)
- Eduard Ripoll i Perelló (1981–1986)
- José Alfonso Moure Romanillo (1987-1988)
- José María Luzón Nogué (1988–1994)
- María del Carmen Pérez Díe (1994–1998)
- Martín Almagro Gorbea (1998–1999)
- Marina Chinchilla Gómez (1999-2000)
- Miguel Ángel Elvira Barba (1999–2004)
- Rubí Sanz Gamo (2004–2010)
- Andrés Carretero Pérez, actual director[5]

## Seus
La primera seu del Museu va ser provisional: un antic palauet del carrer de Emabajadores, nomenat el Casino de la Reina, que l'Ajuntament de Madrid havia regalat a Maria Isabel de Portugal, esposa de Ferran VII.
El 1895 els seus fons van ser traslladats definitivament al Palau de Biblioteques i Museus, ocupant les plantes que donen al carrer Serrano i part de les laterals —un terç del total de l'edifici, la resta l'ocupa la Biblioteca Nacional. L'edifici s'assenta sobre els terrenys d'una antiga finca coneguda com l'horta de Sant Felip Neri. Es va començar a construir el 1866 sobre els plànols de Francisco Jareño i Alarcón, però les obres no van concloure fins a 1892 —sota la direcció d'Antonio Ruiz de Salces. El seu estil és neoclàssic, estant la seva planta rectangular, amb quatre grans patis interiors. La façana que dona al carrer de Serrano presenta una portada amb columnes dòriques a l'entrada i una columnata jònica a la balconada del pis superior. Al jardí d'accés es troba una reproducció de la cova d'Altamira.
Entre les reestructuracions espacials posteriors, la més important es va portar a terme entre 1968 i 1981: les tres plantes originals es van convertir en cinc i es van reinstal·lar totes les col·leccions amb nous conceptes museogràfics.

### Renovació completa (2008-2014)
Des de 2008 es va executar una renovació completa de l'edifici. A causa de les mencionades obres durant mesos va ser visitable tan sols una exposició amb una mostra d'algunes de les obres mestres del museu: «Tresors del Museu Arqueològic Nacional», i des del 25 de juliol de 2011 el tancament del museu va ser total, no reobrint les seves portes fins a l'1 d'abril de 2014.
La inversió va ser de 65 milions d'euros entre obra civil i museografia. La part arquitectònica va ser responsabilitat de Juan Pablo Rodríguez Frade, mentre que de la nova museografia es va ocupar l'empresa Empty. Els treballs han suposat un considerable augment de la superfície útil, que ha passat de 19.280 a 23.303 metres quadrats, i de l'espai dedicat a exposició, de 7.300 metres quadrats a 9.715, distribuïts en 40 sales, i malgrat això el nombre de peces exposades a la nova instal·lació no només no ha augmentat sinó que s'ha reduït a 15.500 —encara que algunes d'elles formen conjunts, per la qual cosa es pot dir que es mostren 13.000 unitats expositives—, enfront de 18.000 que s'exhibien anteriorment.

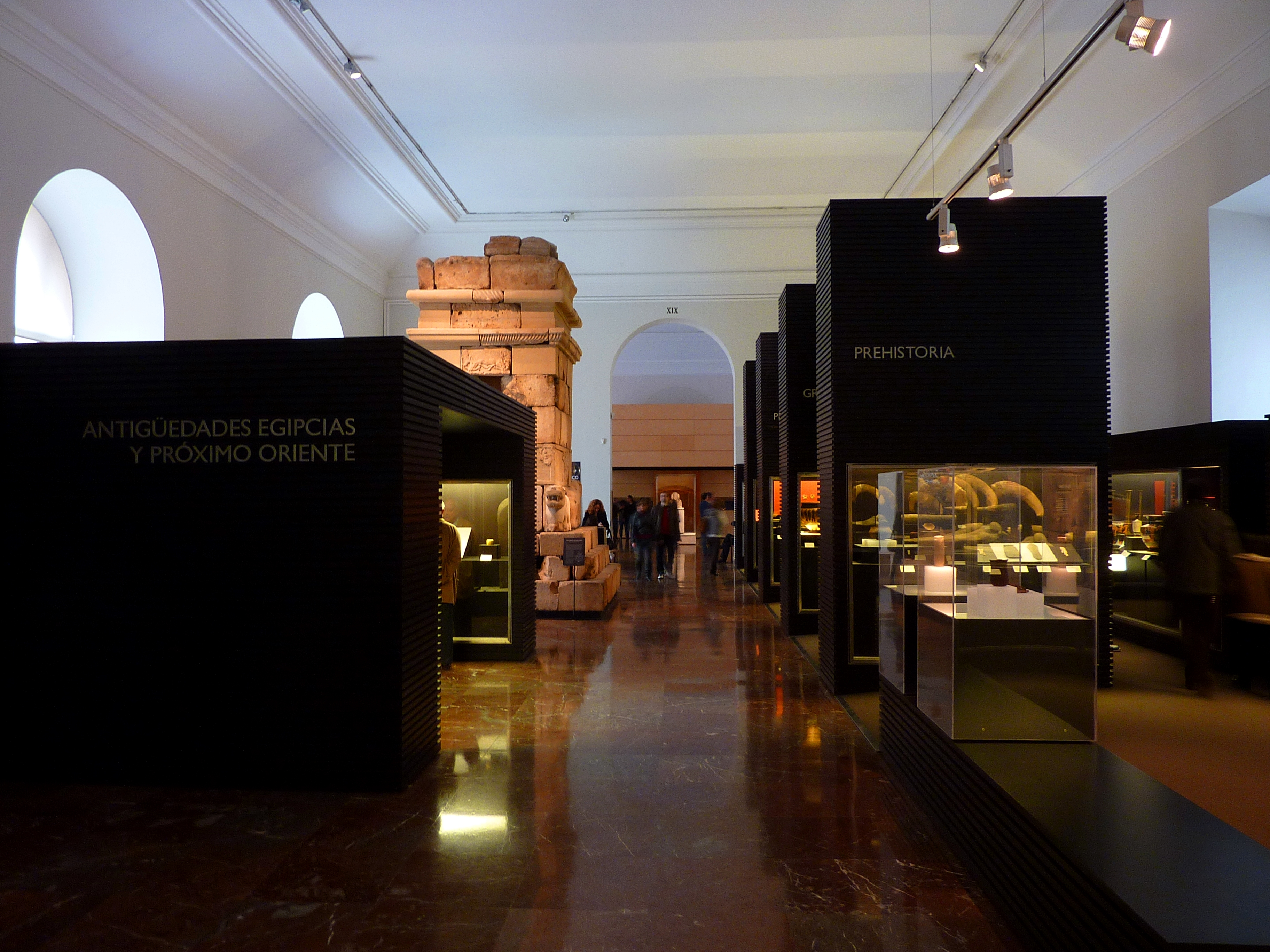
Muntatge provisional de les sales del museu al febrer de 2010, durant les obres de remodelatge integral.
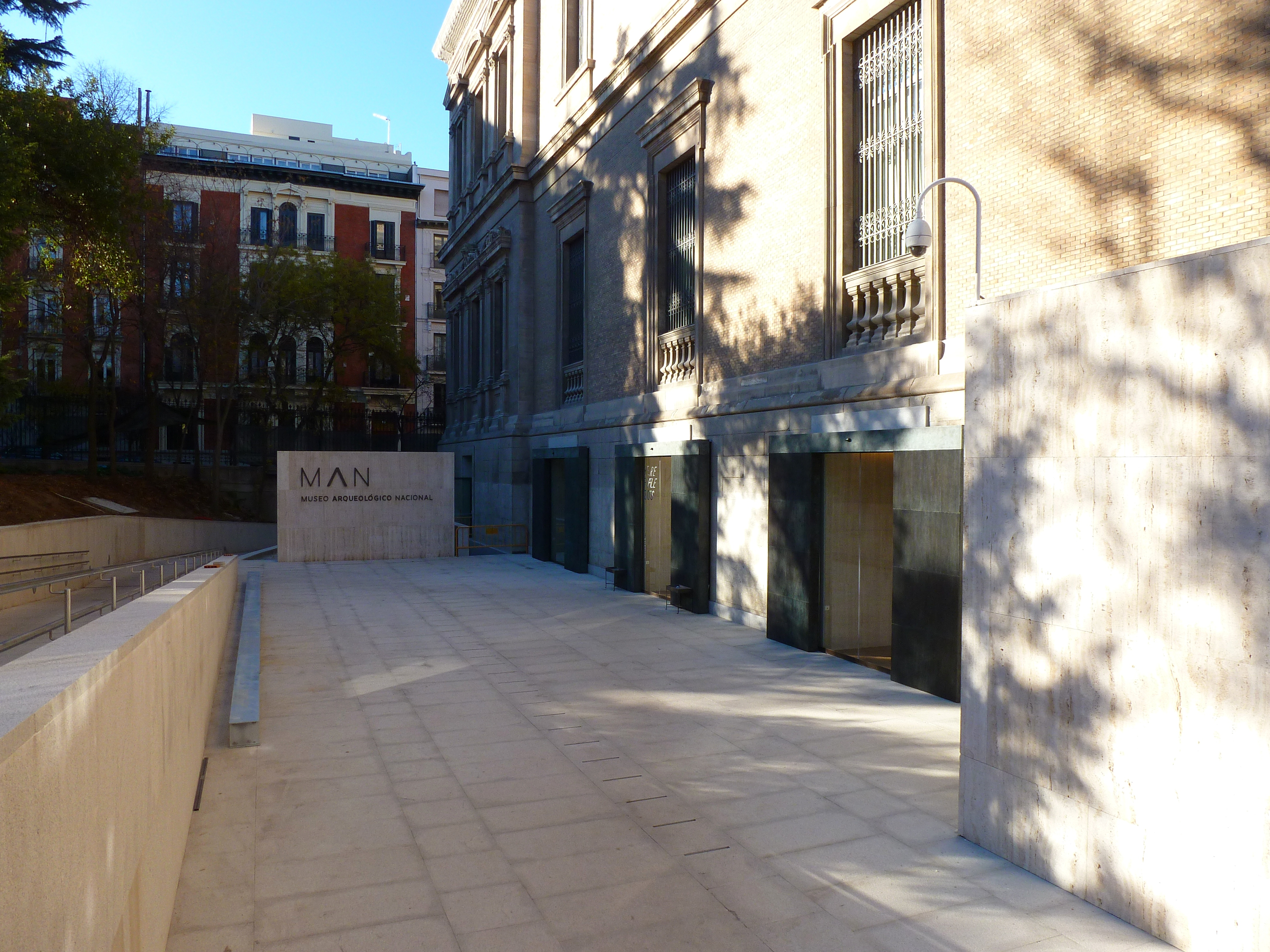
Nou accés. Al fons el carrer Villanueva.
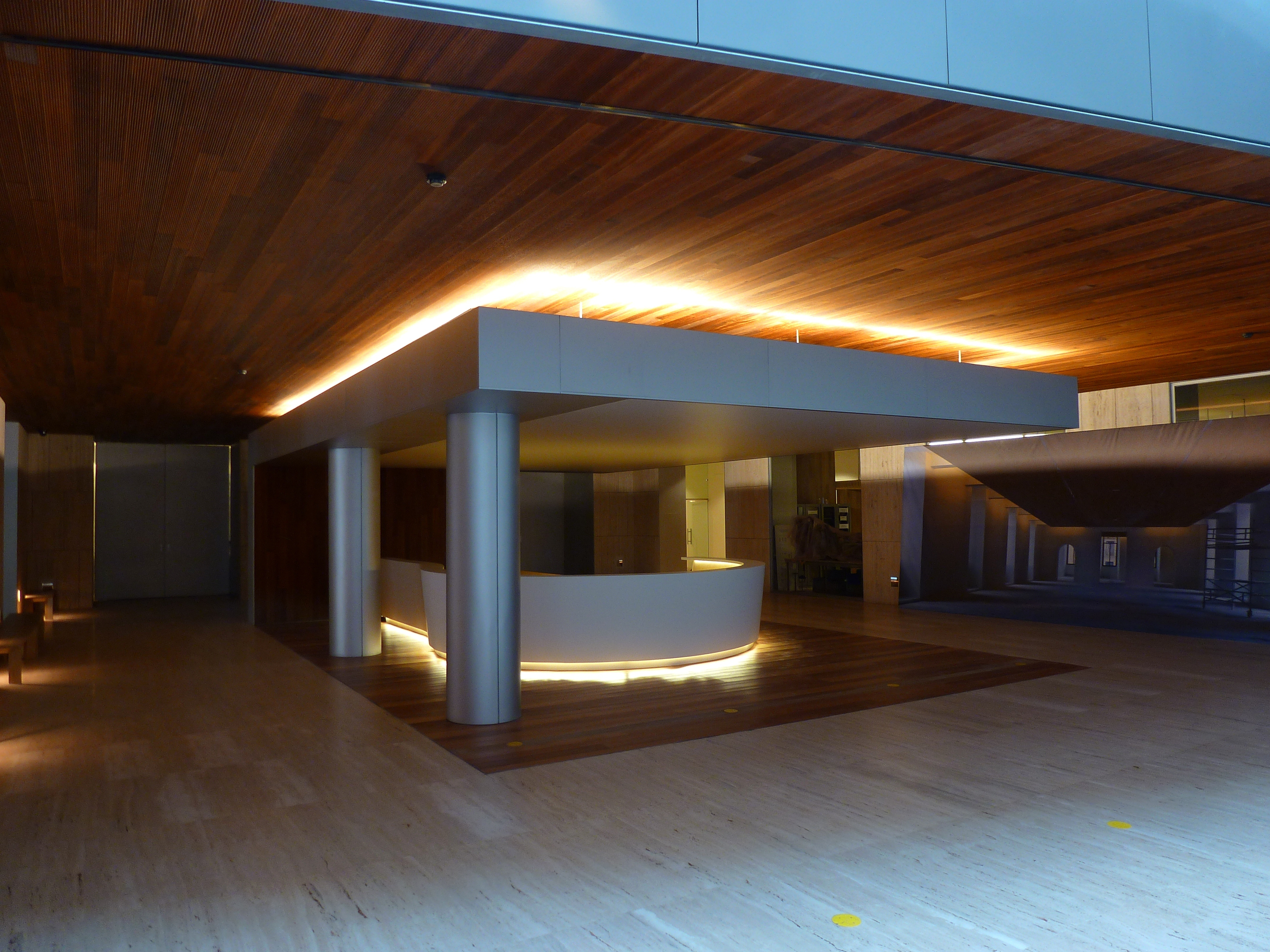
Àrea d'acolliment: taulell de venda d'entrades.
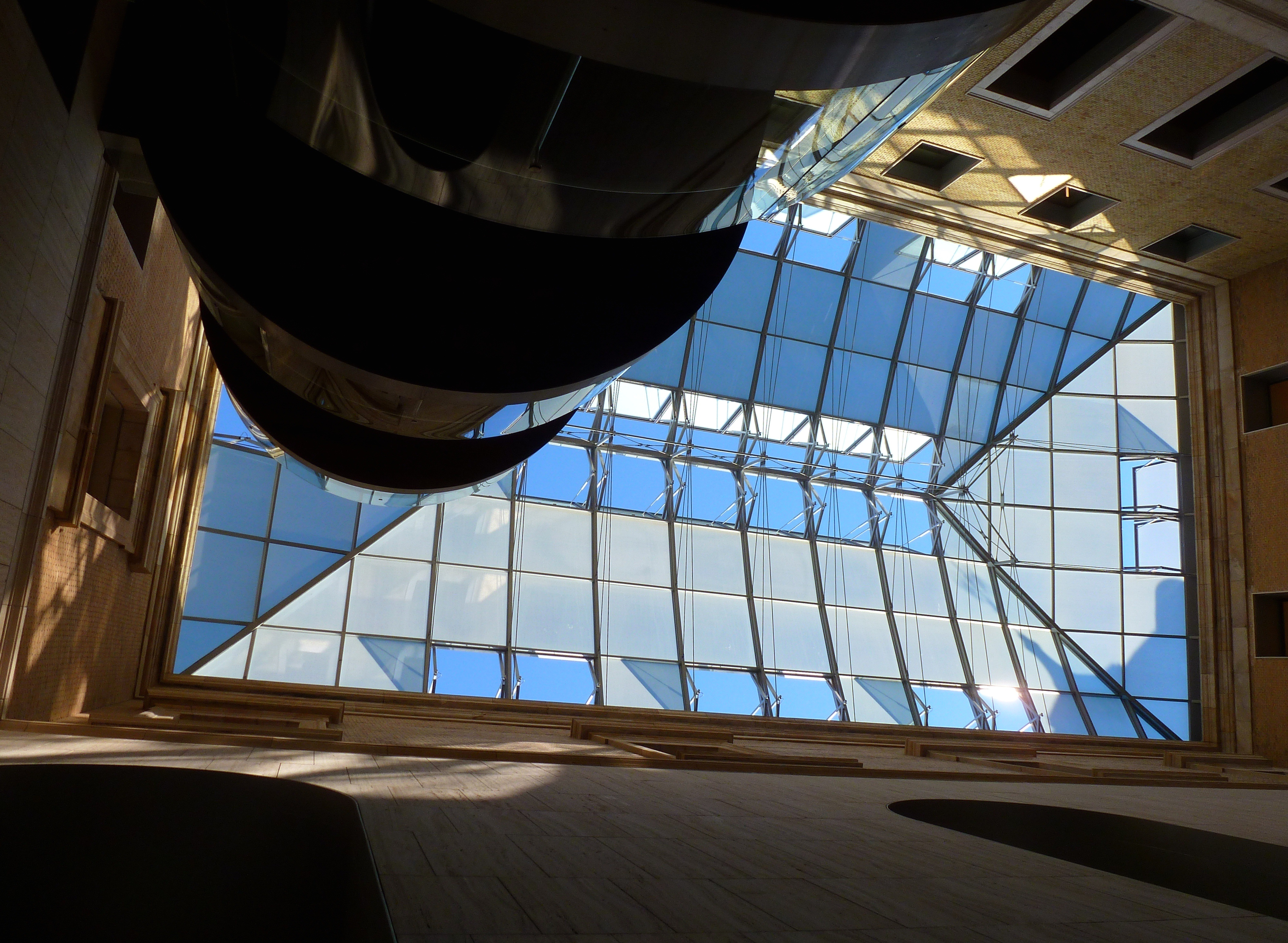
Coberta del pati sud.
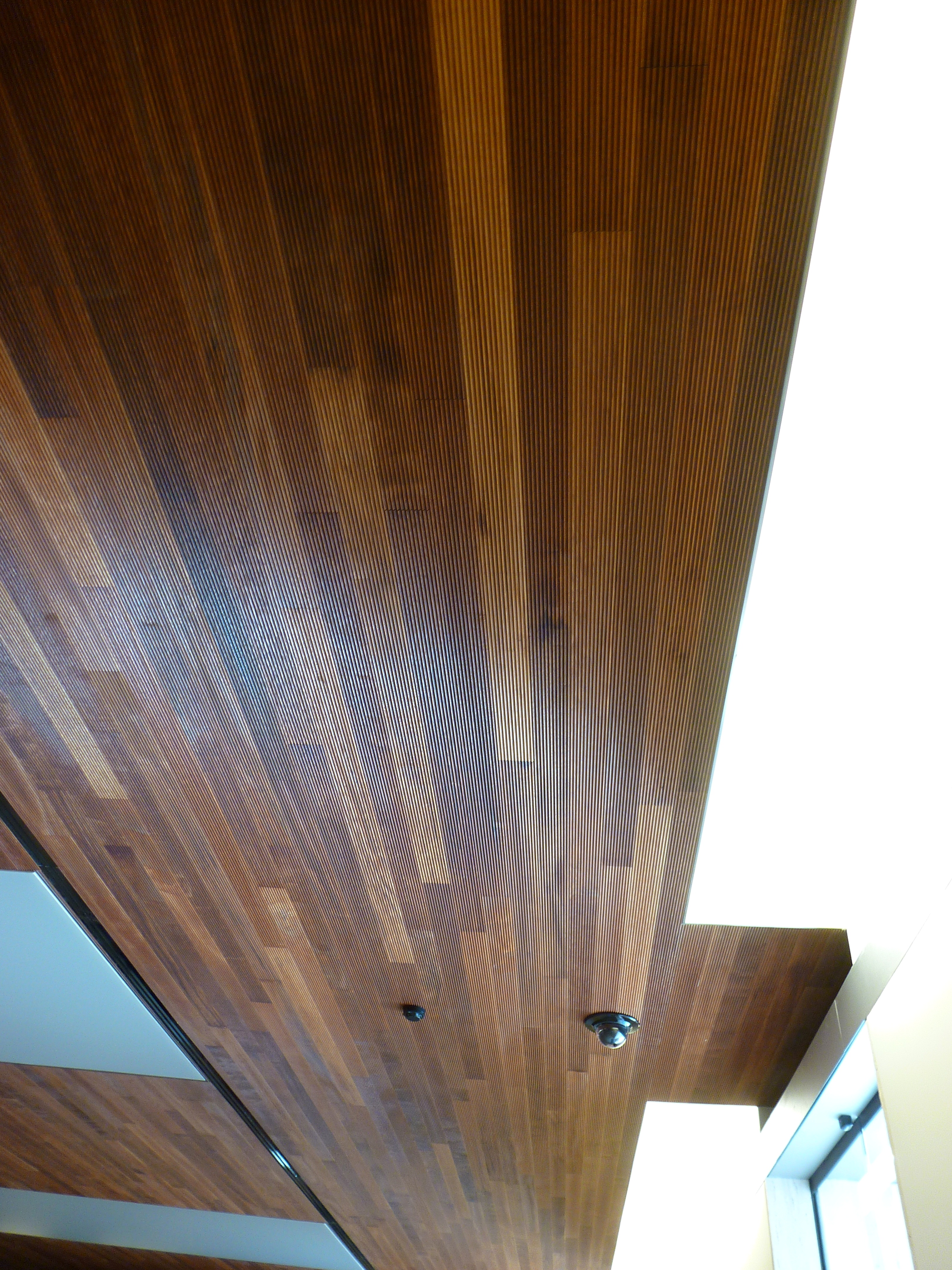
Els falsos sostres van recoberts amb fusta de merbau, portada de l'illa de Nova Guinea, amb estries per absorbir el soroll.
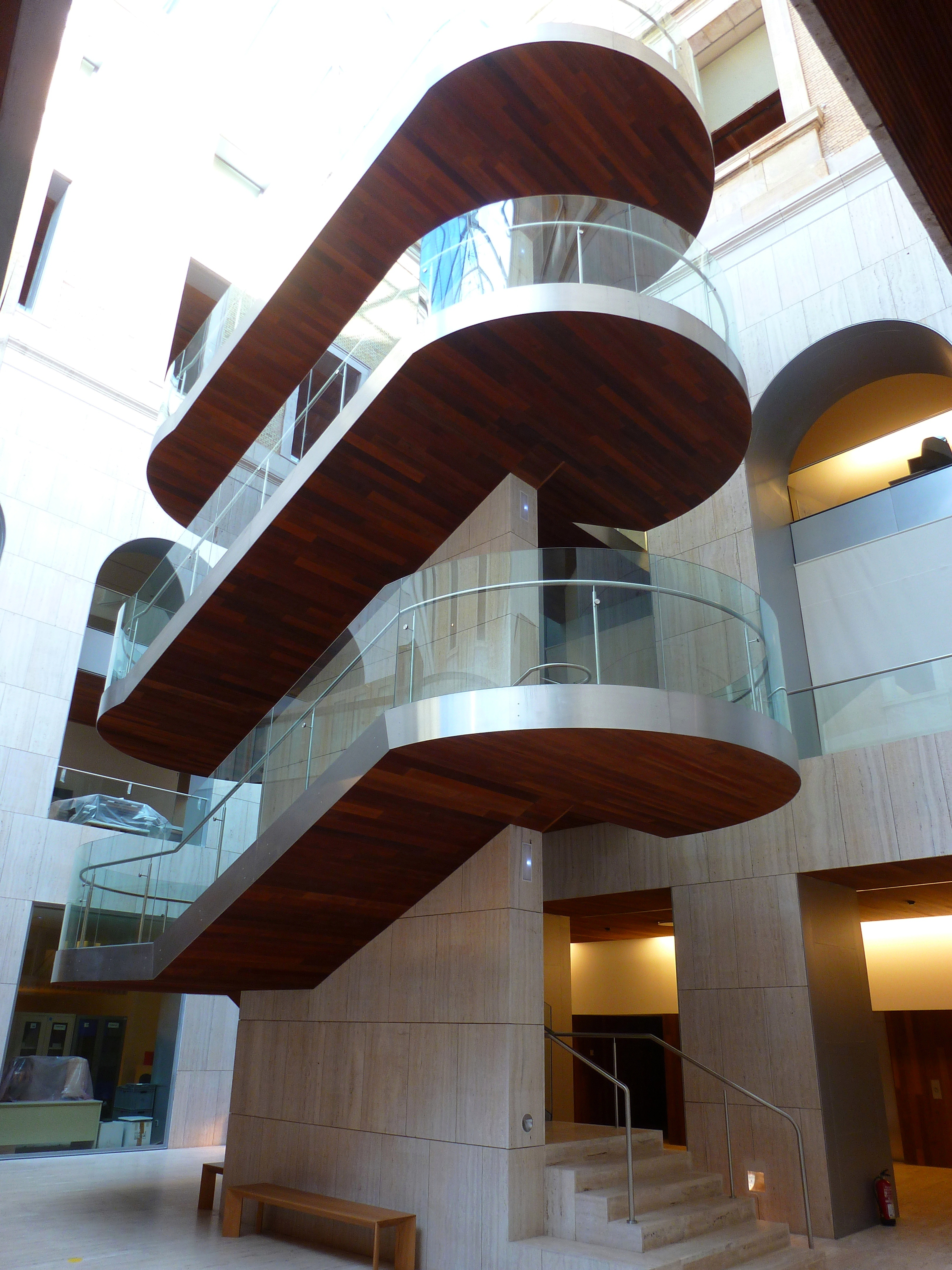
Escala.
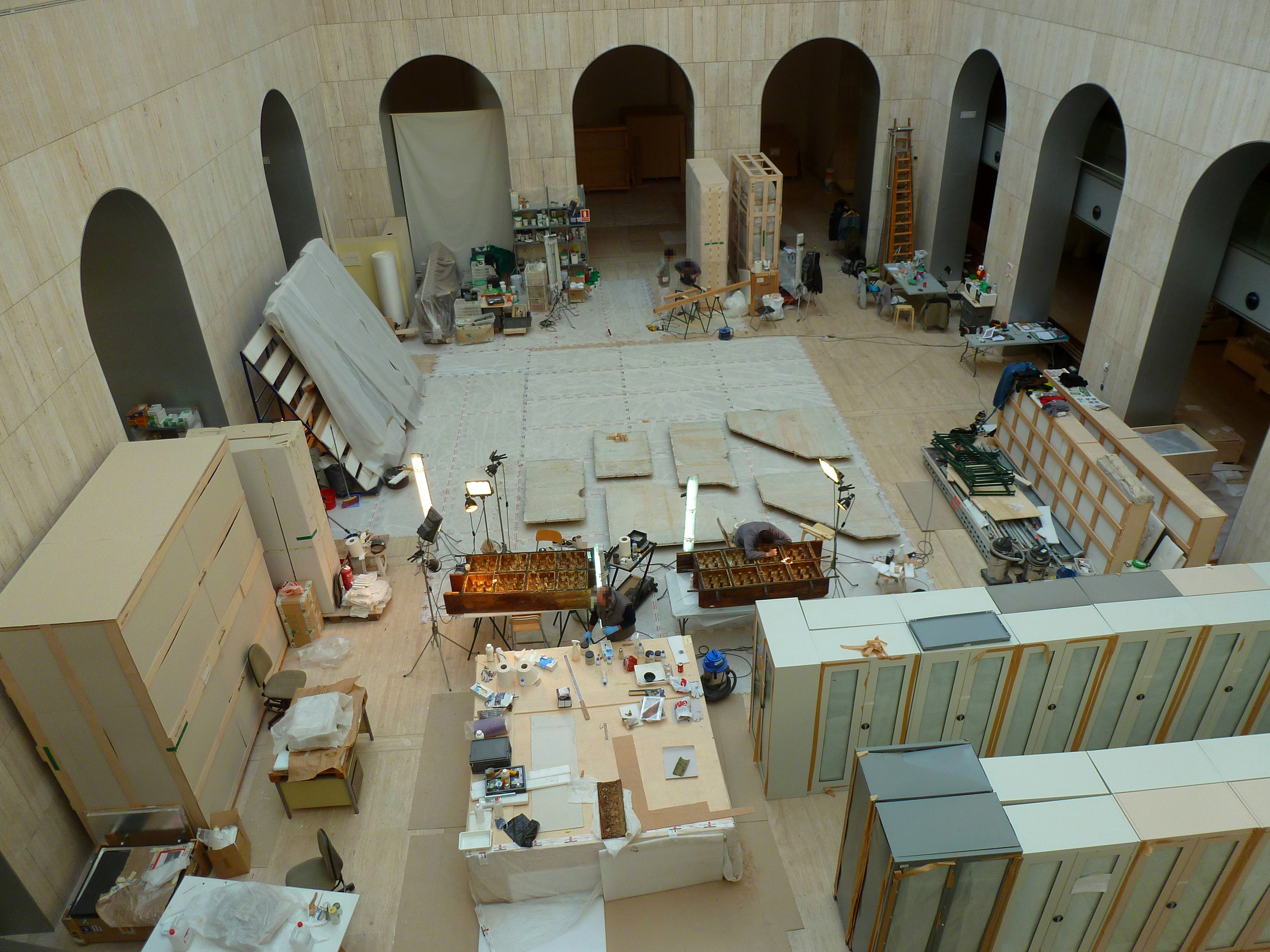
El pati sud durant les obres.
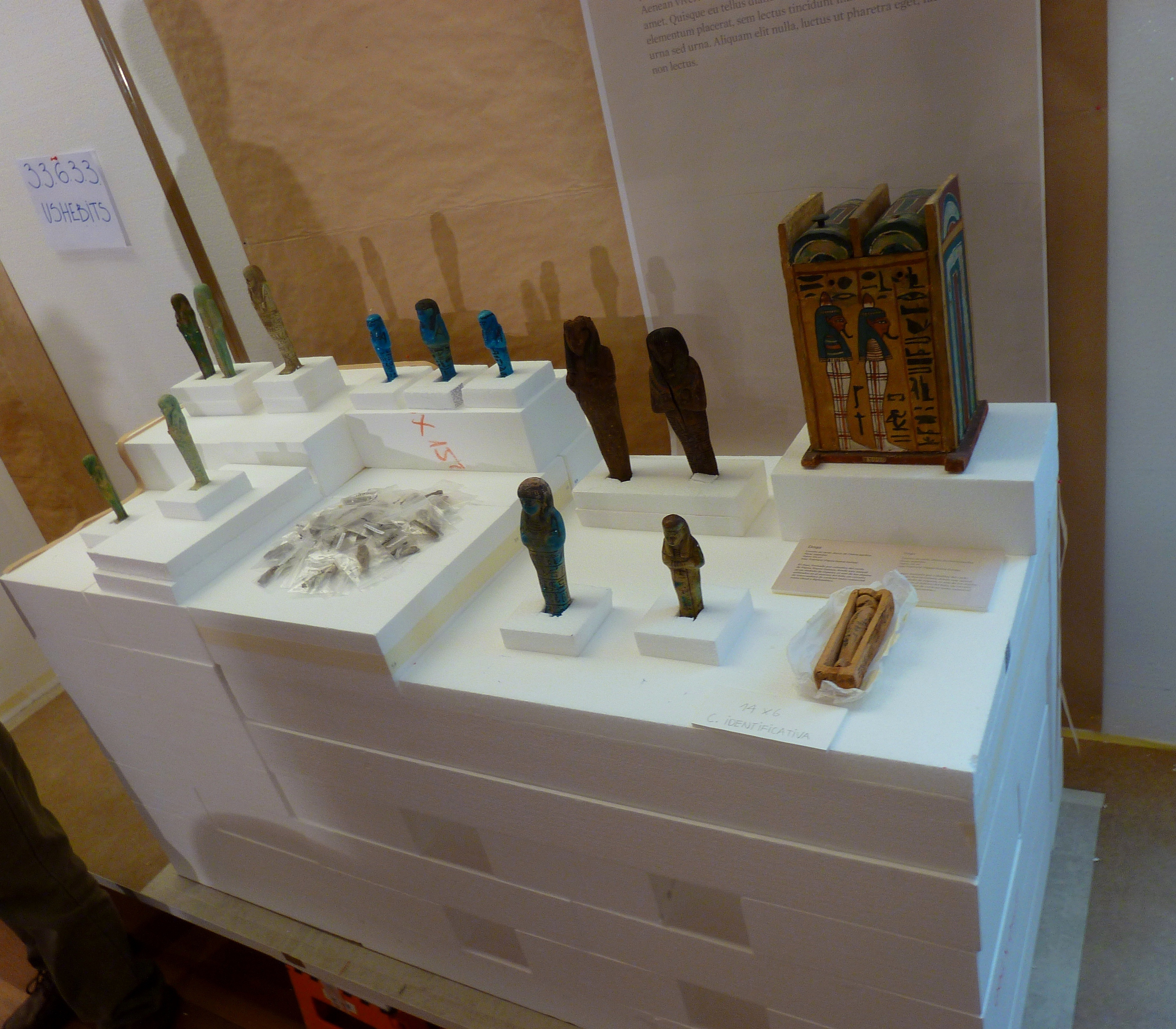
Proves per a les noves vitrines.
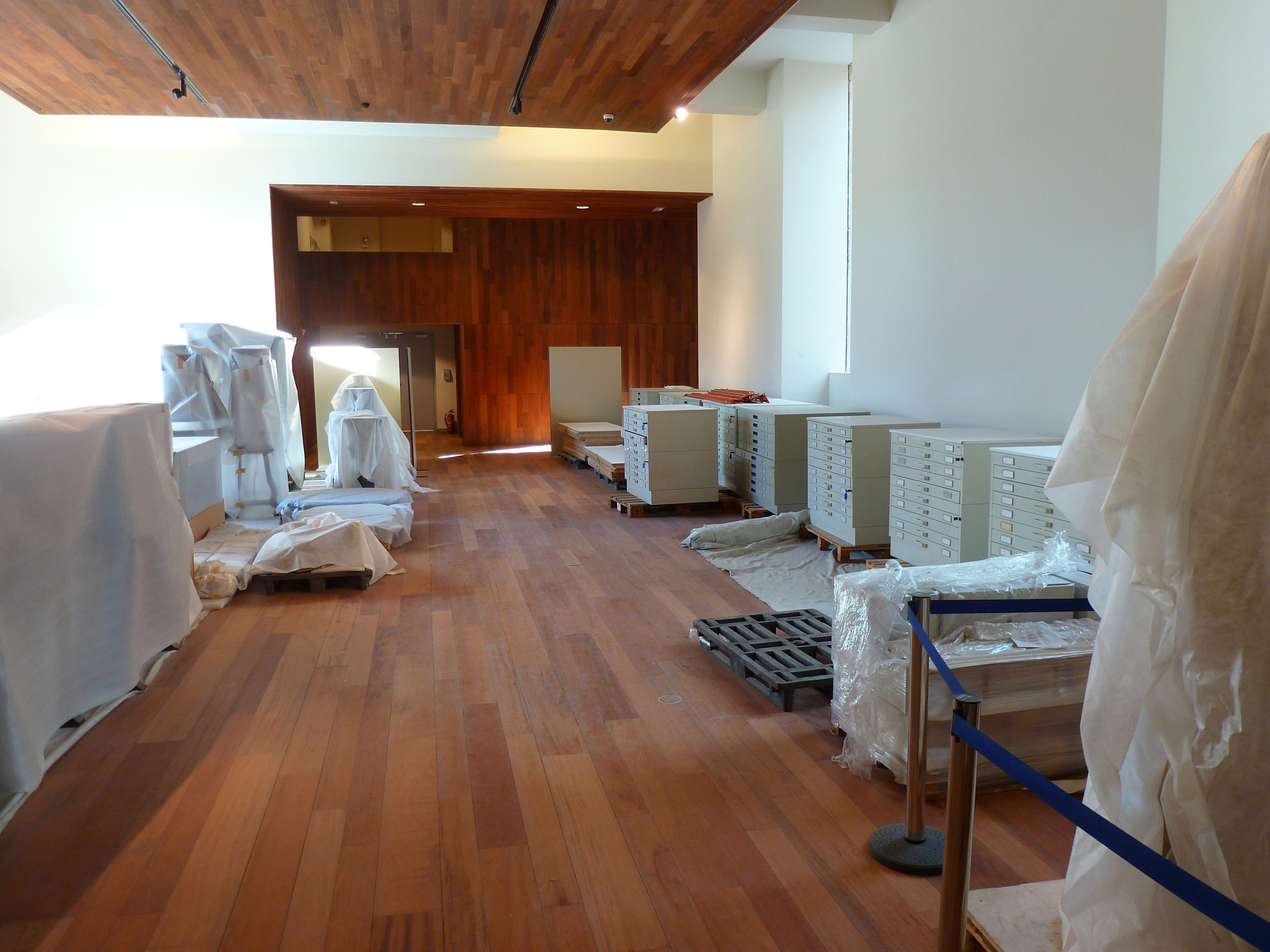
Una de les sales, en procés de remodelatge.
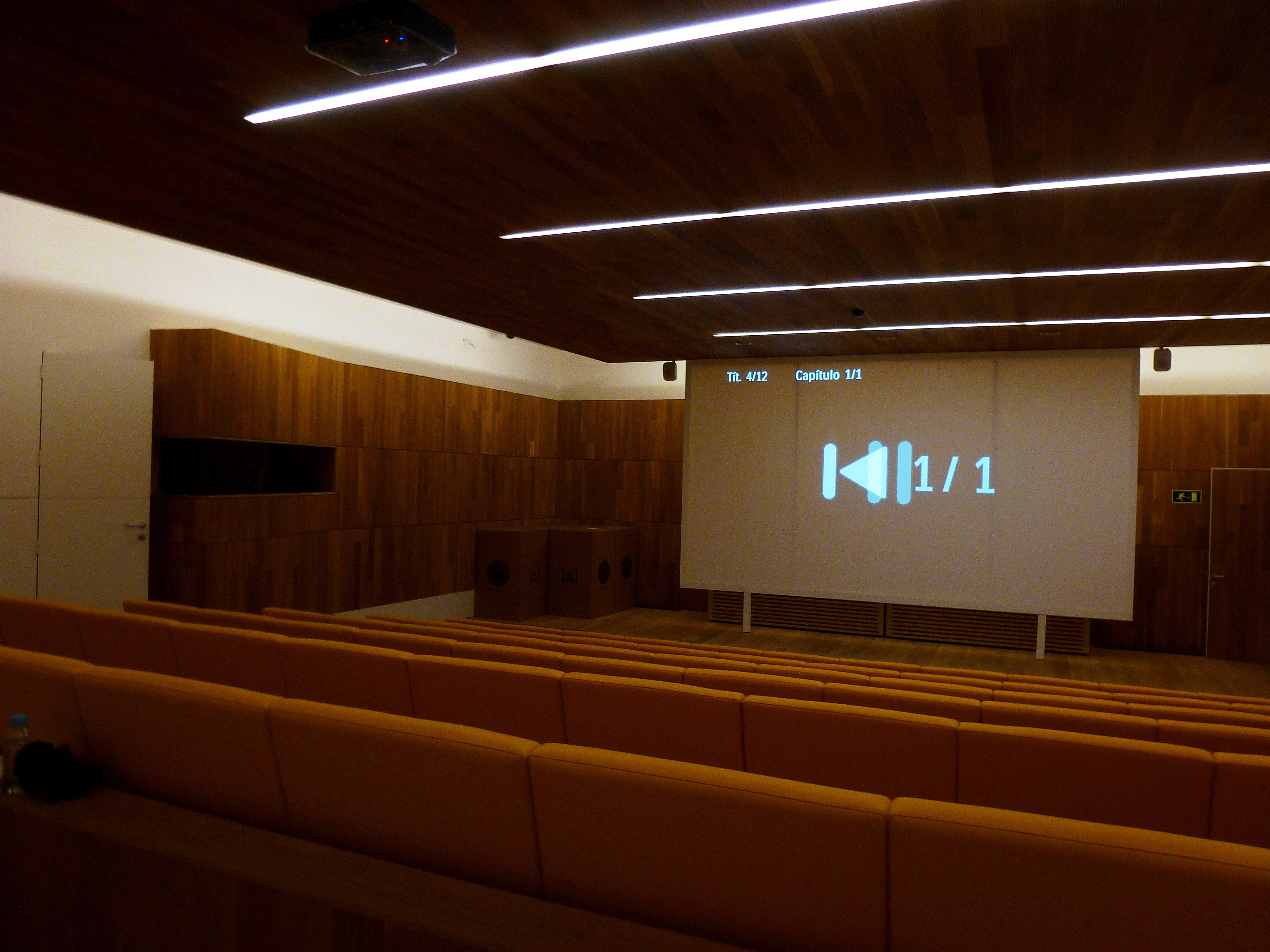
Sala d'actes, de 64 butaques.

## Col·leccions
Després de l'última remodelació, els continguts del museu es despleguen al llarg de 40 sales i 12 àmbits temàtics: 
- Arqueologia i patrimoni
- Prehistòria
- Protohistòria
- Hispània romana
- Antiguitat tardana

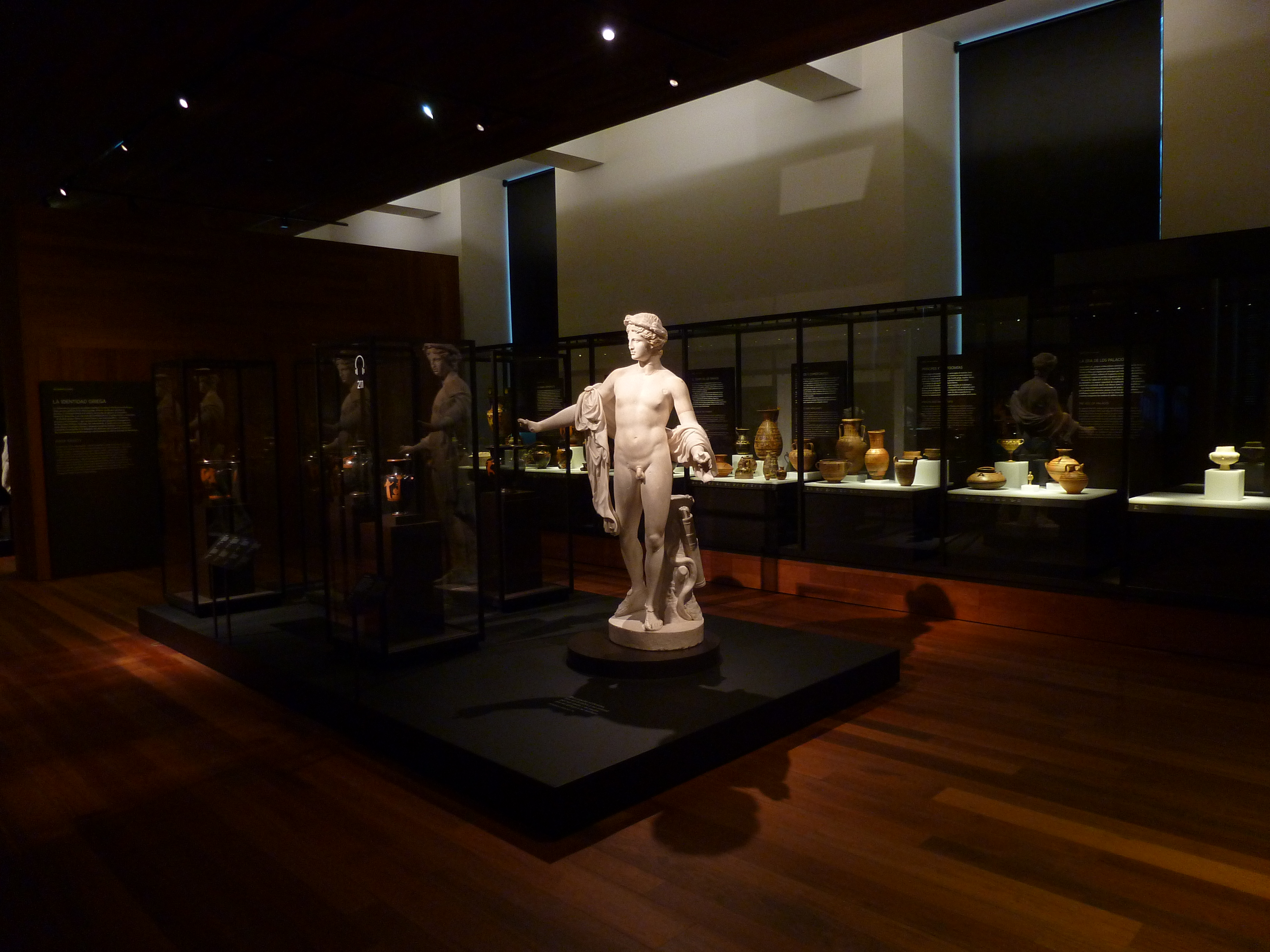
Sala de Grècia —sala 36—, amb el nou muntatge.

- Món medieval. Al Andalus i regnes cristians
- Edat Moderna
- Història del museu
- El Pròxim Orient
- Egipte i Núbia
- Grècia
- Numismàtica

Entre les més d'1.300.000 peces, que componen els seus fons (de les quals unes 13.000 en exposició) es poden trobar obres tan importants com:
| - Àbacs neperians. - Bols d'Axtroki. - Bous de Costitx - Crater de la bogeria d' Hèracles. - Copa d'Aison. - Crucifix de don Fernando i doña Sancha - Dama de Baza . - Dama d'Eivissa. - Dama d'Elx. - Dama de Galera. - Esfinx de Balazote. - Esfinxs d'Agost. - Esfinxs bessones d'El Salobral. - Espasa de Guadalajara. - Estendard de Pol·lència. - Estàtua d'Harsomtus-em-hat - Estàtua orant de Pere I de Castella i el sepulcre de Constança de Castella . - Estàtua sedent de Lívia Drusil·la. - Estela de Nebsumenu. | - Estela de Solana de Cabañas - Gran Dama Oferent del Cerro de los Santos. - Hèctor eqüestre - Lex Ursonensis - Lleona de Baena. - Mòmia guanxe de Madrid. - Omòplats de la cova d'El Castillo. - Orant de Gudea. - Pàtera ibera de Perotito. - Pectoral d'Aguilar de Anguita. - Pot de Zamora. - Puteal de la Moncloa. - Rellotge solar de Baelo Claudia | - Sacerdot de Cadis. - Sarcòfag de Husillos. - Sarcòfag de Taremetchenbastet - Sepulcre de Pozo Moro. - Tevau. - Toro d'Osuna. - Tresor d'Aliseda. - Tresor de Gazteluberri. - Urna de la Mesta. - La major part del Tresor de Guarrazar. - Un dels tres lots en què es troba dividit el Tresor de Torredonjimeno. |

A més a més, té una cambra cuirassada amb una de les col·leccions de numismàtica més destaques d'Europa, amb 300.000 monedes.
A l'exterior de l'edifici també es pot visitar una reproducció de la cova d'Altamira

### Galeria

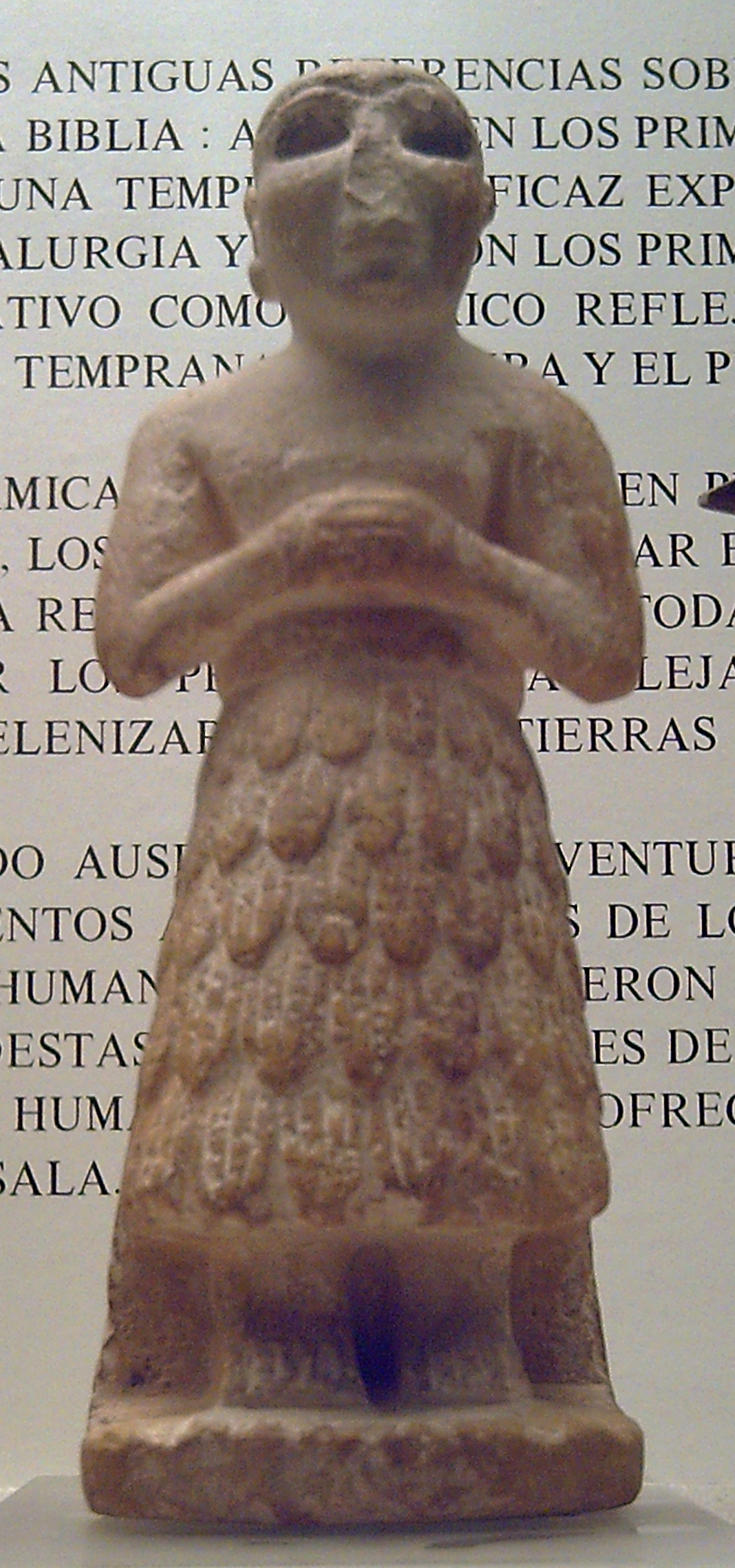
L'Orant de Gudea.
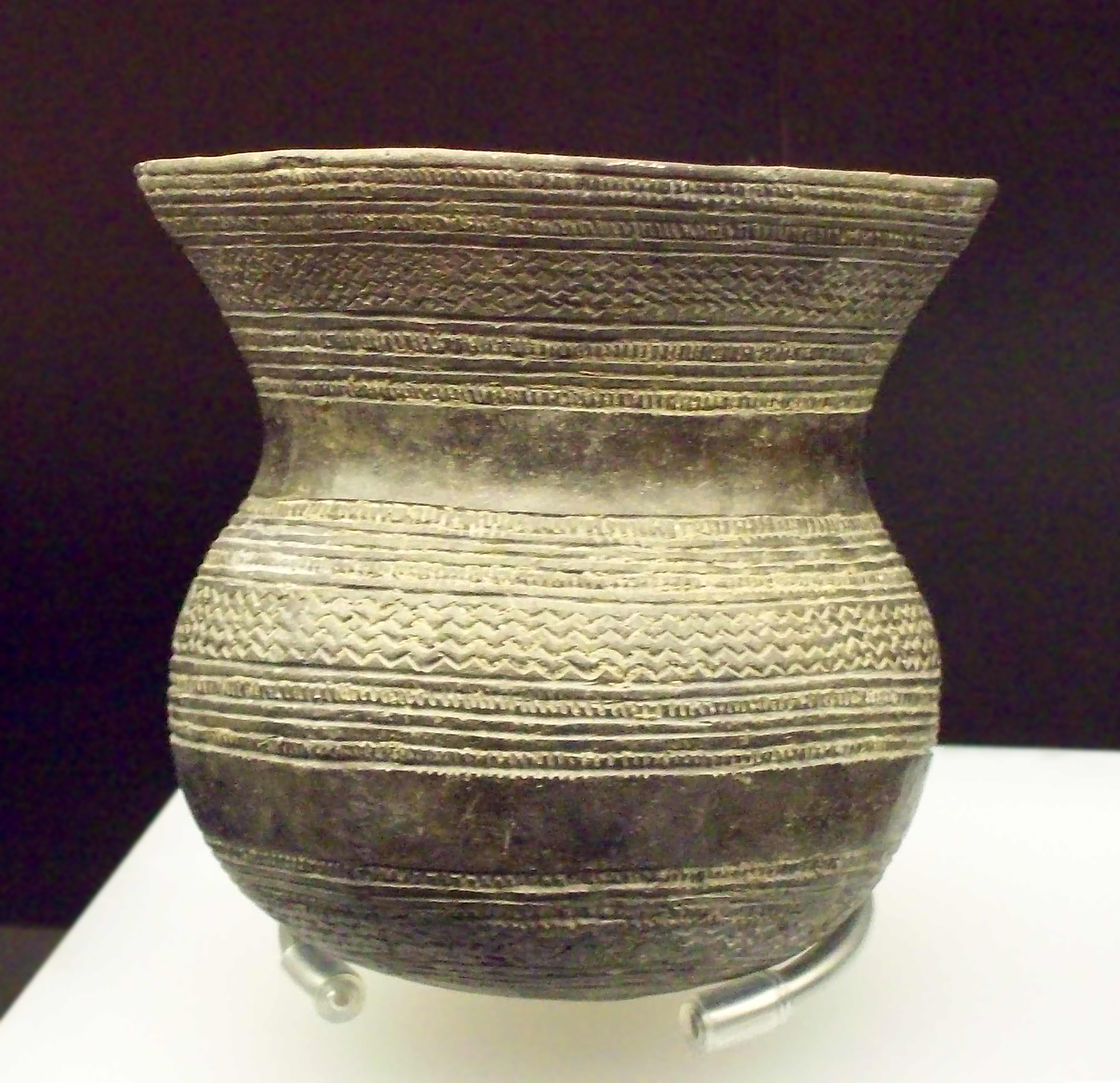
Atuell de Ciempozuelos.
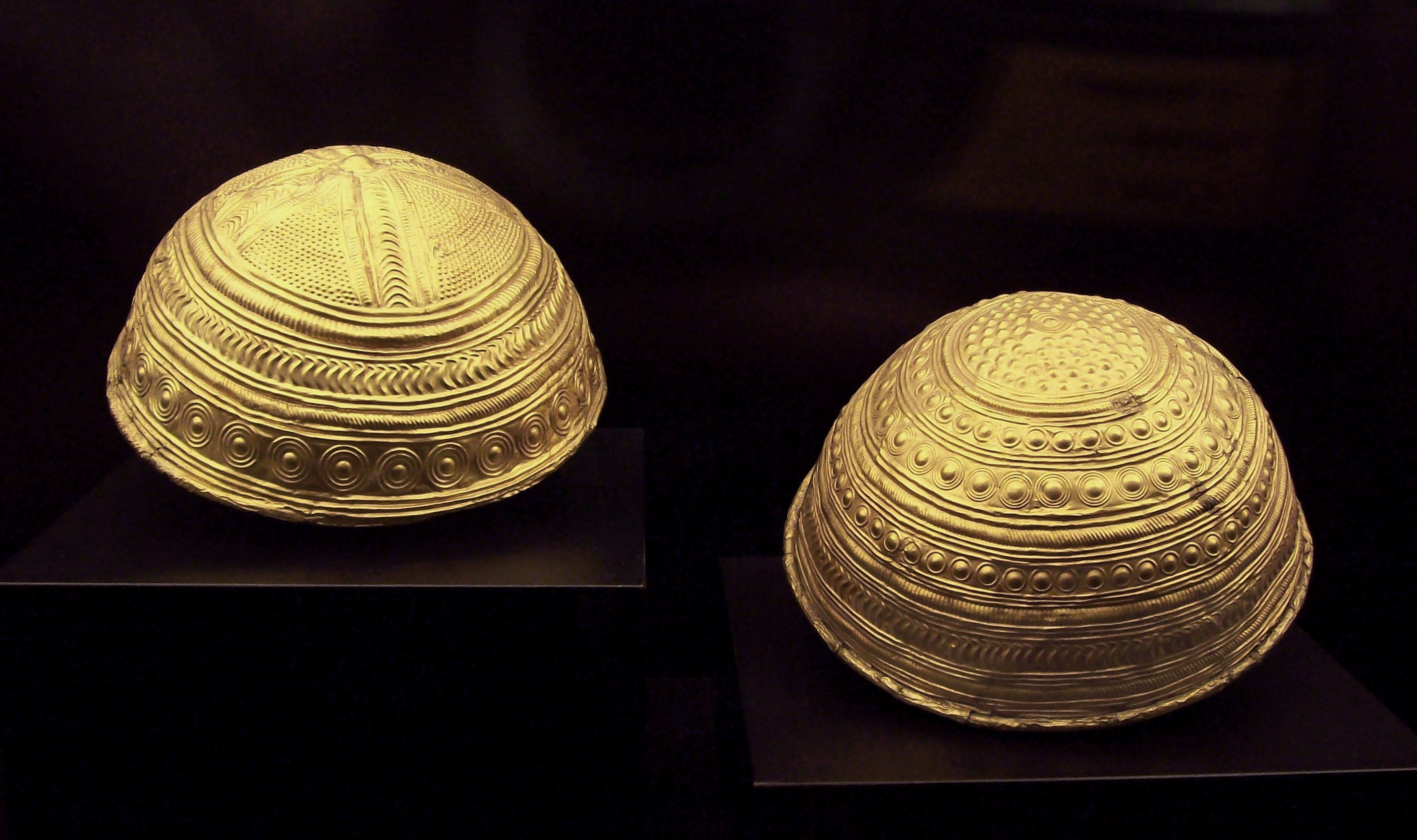
Bols d'Axtroki.
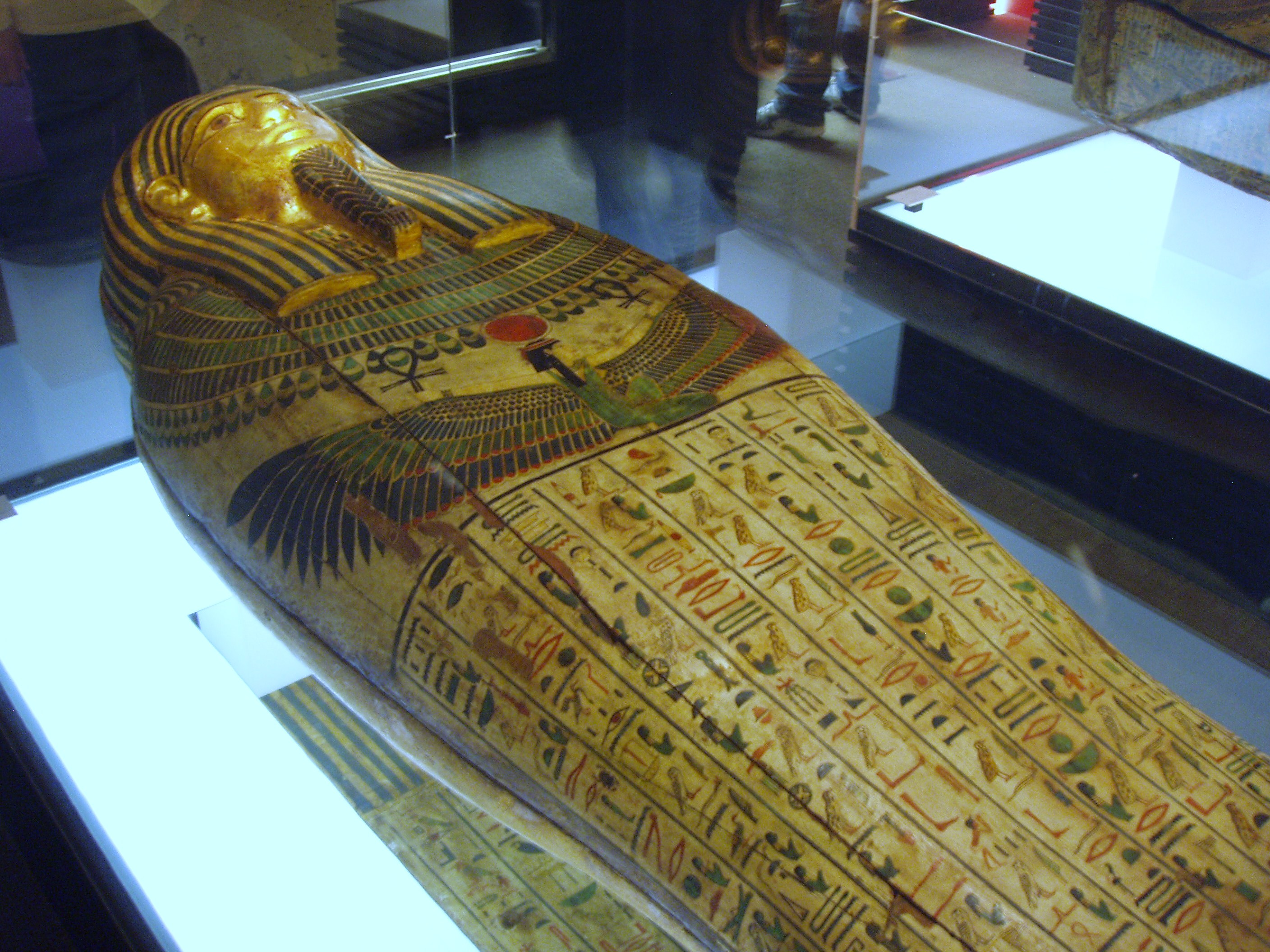
Sarcòfag de Taremetchenbastet.
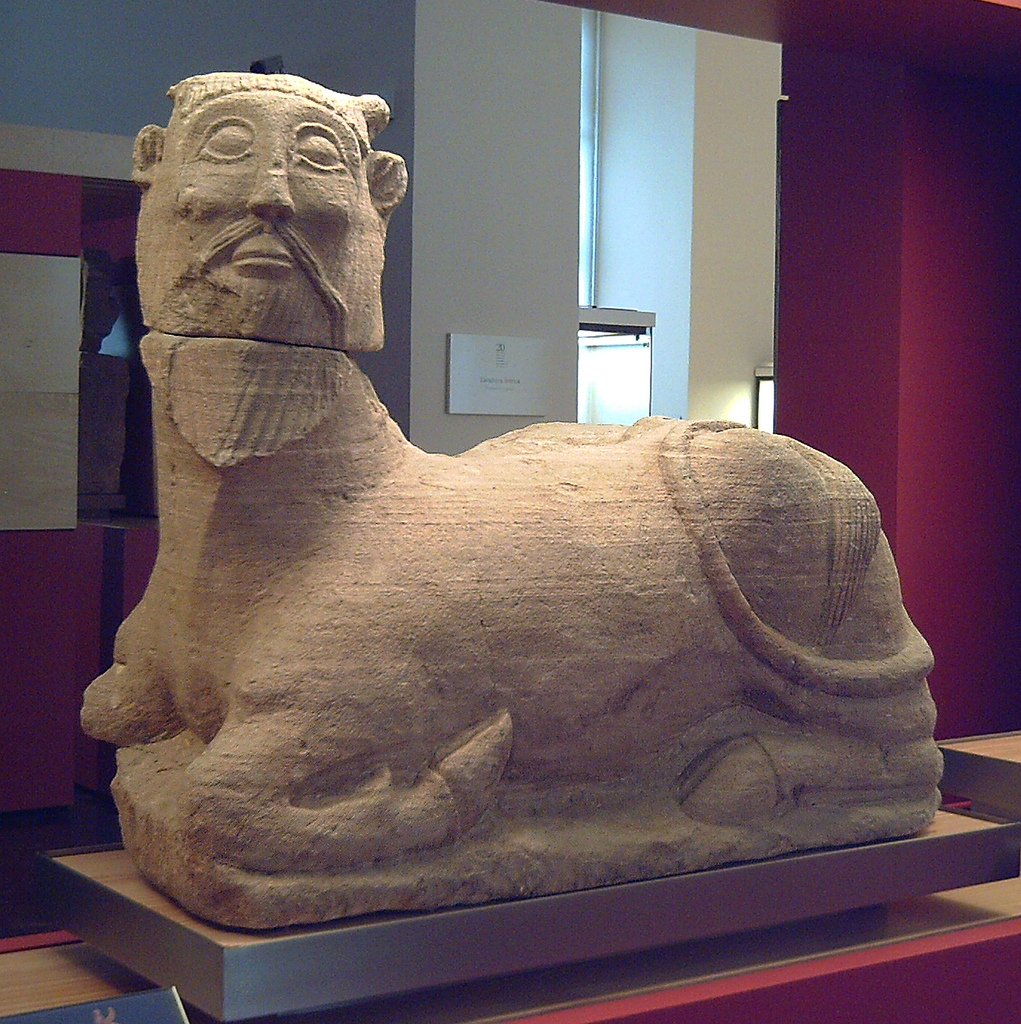
Esfinx de Balazote.
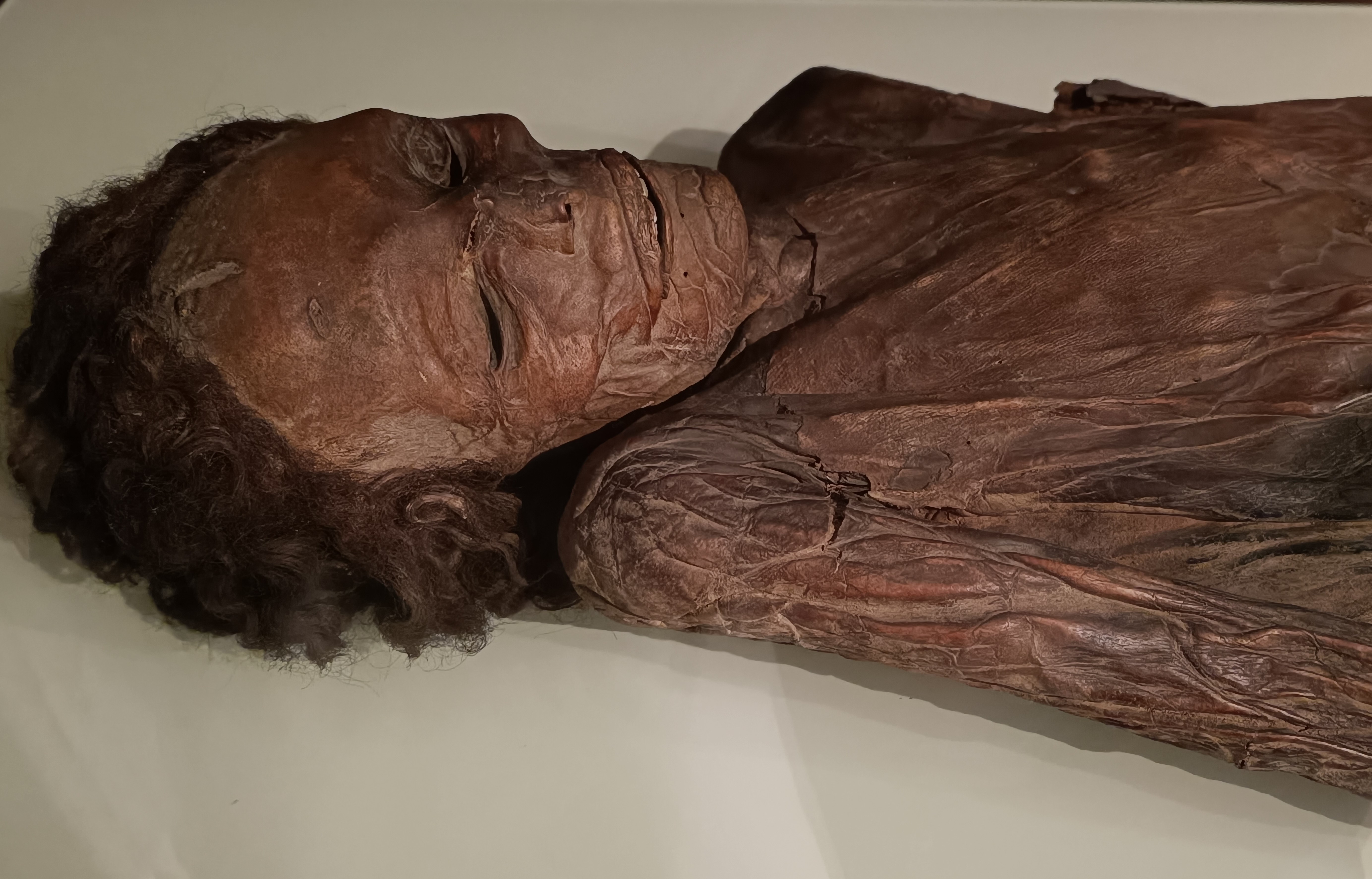
L'anomenada Mòmia guanxe de Madrid.
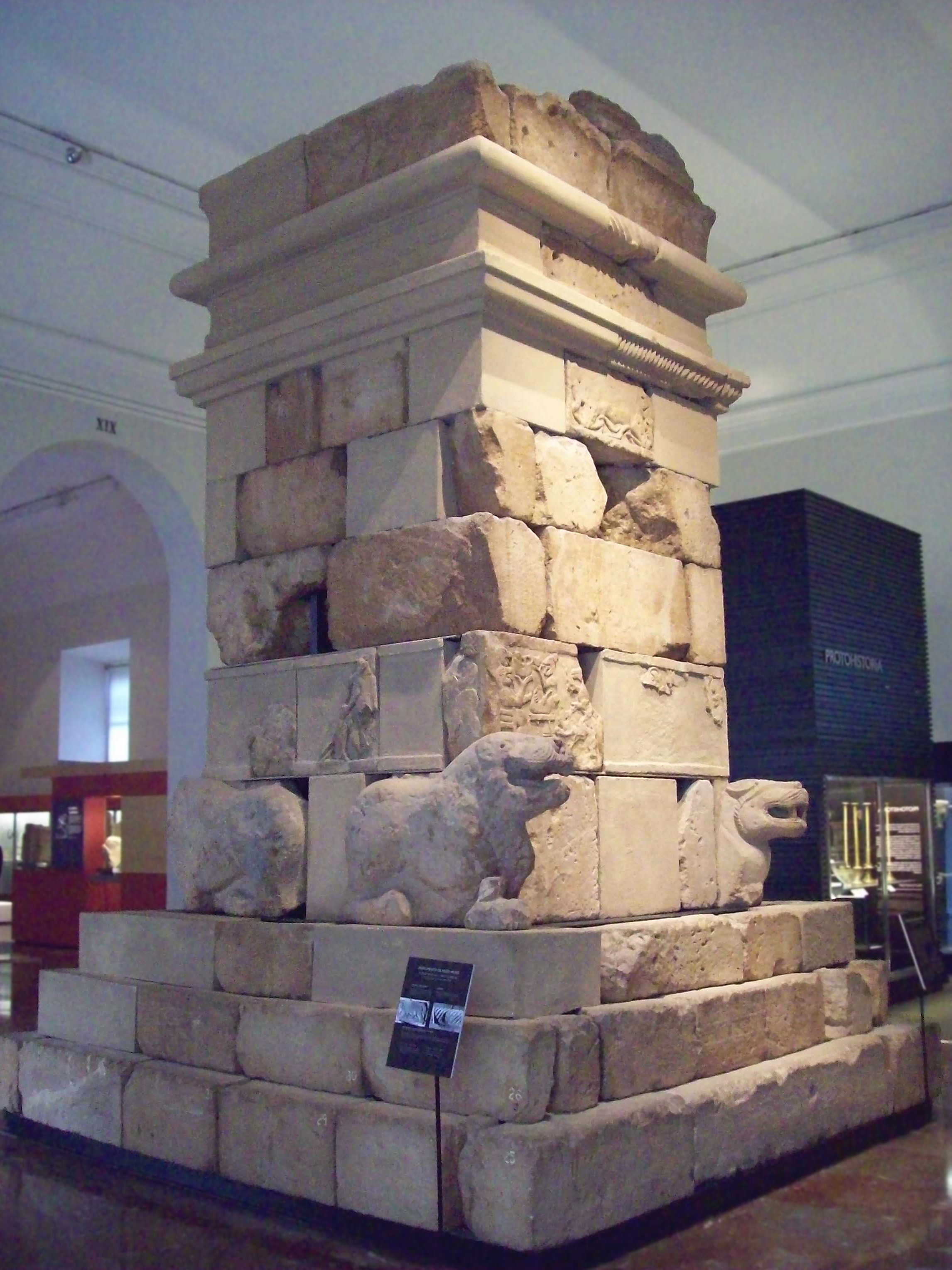
Sepulcre de Pozo Moro.
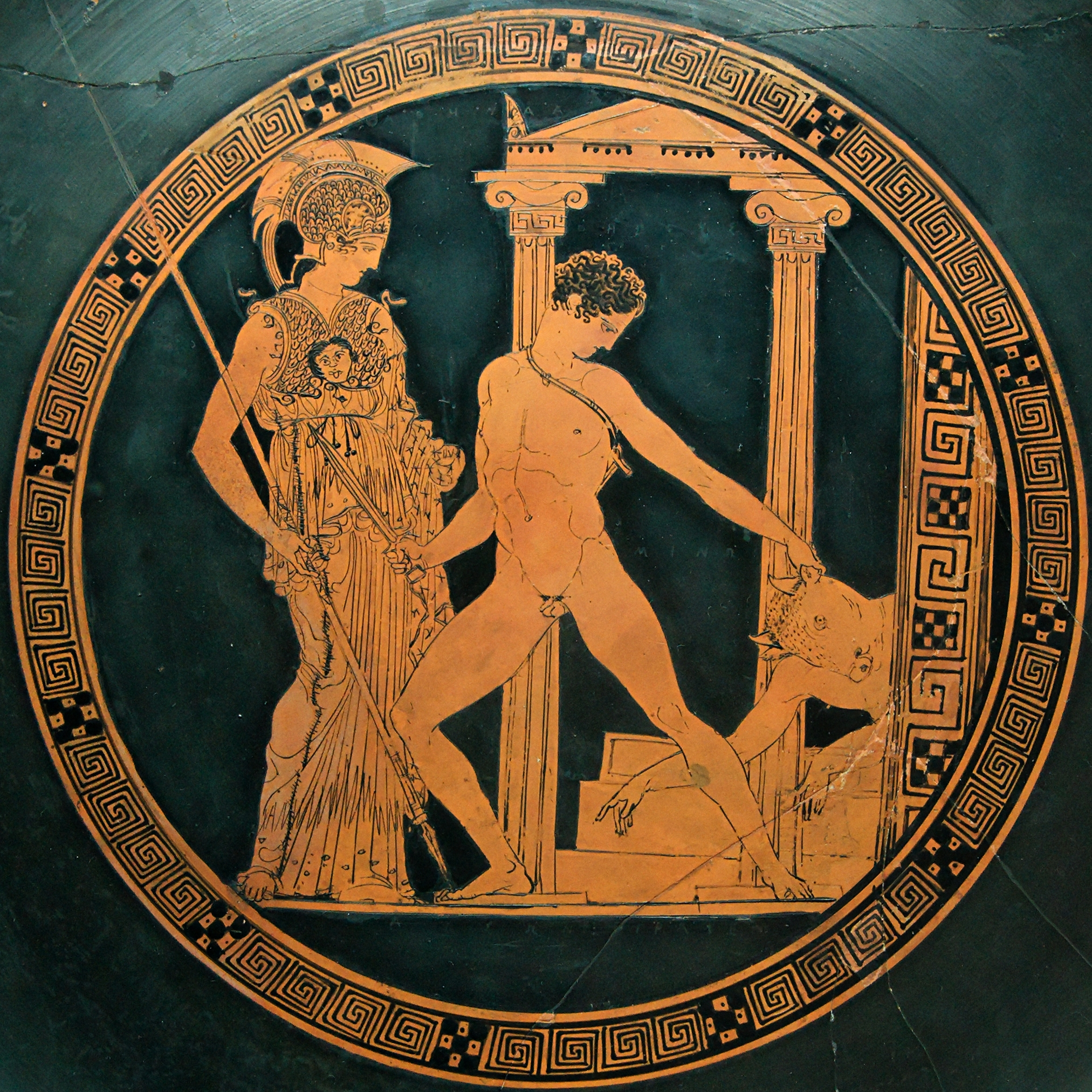
Detall de la Copa d'Aison.
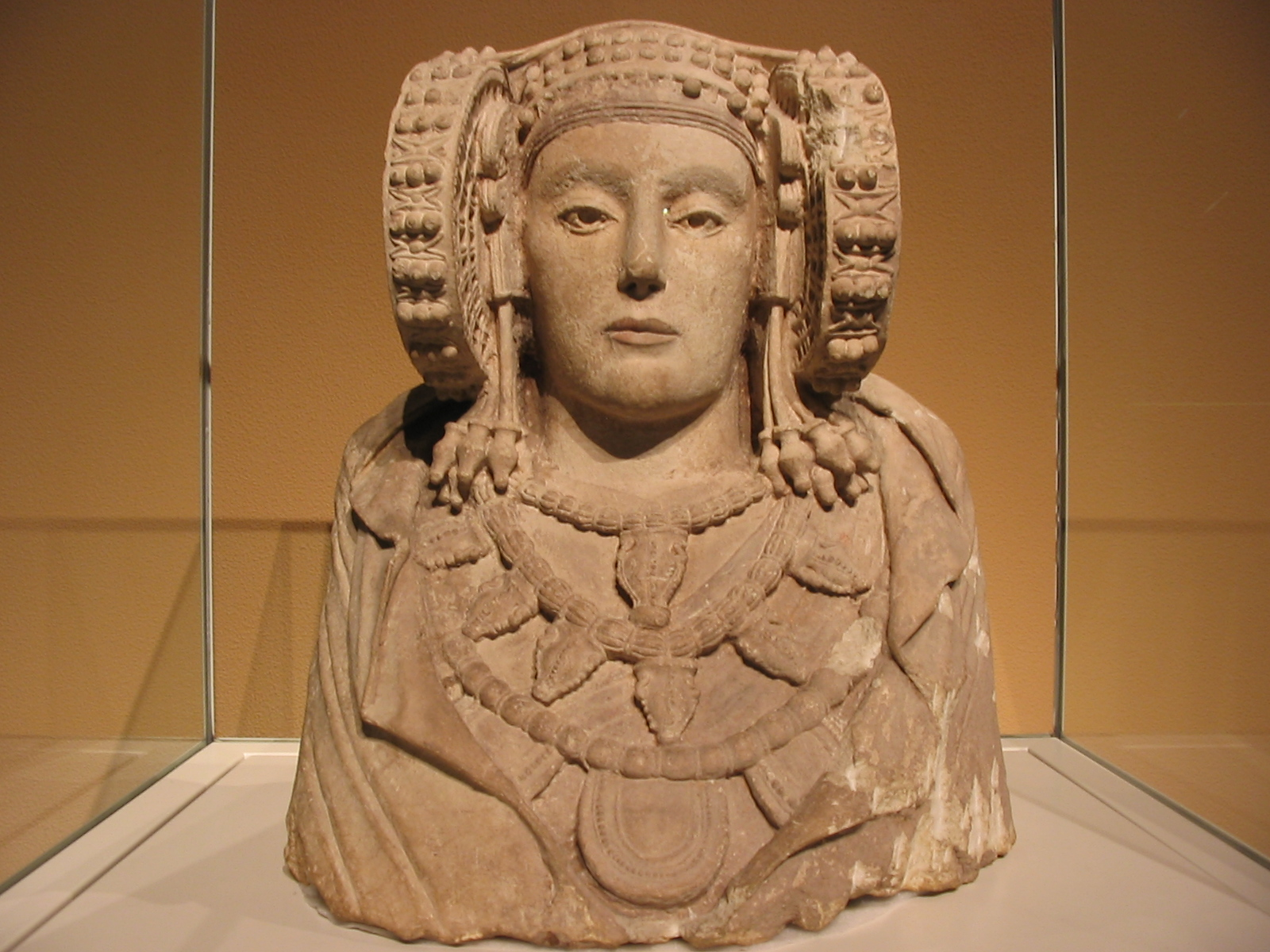
Dama d'Elx.
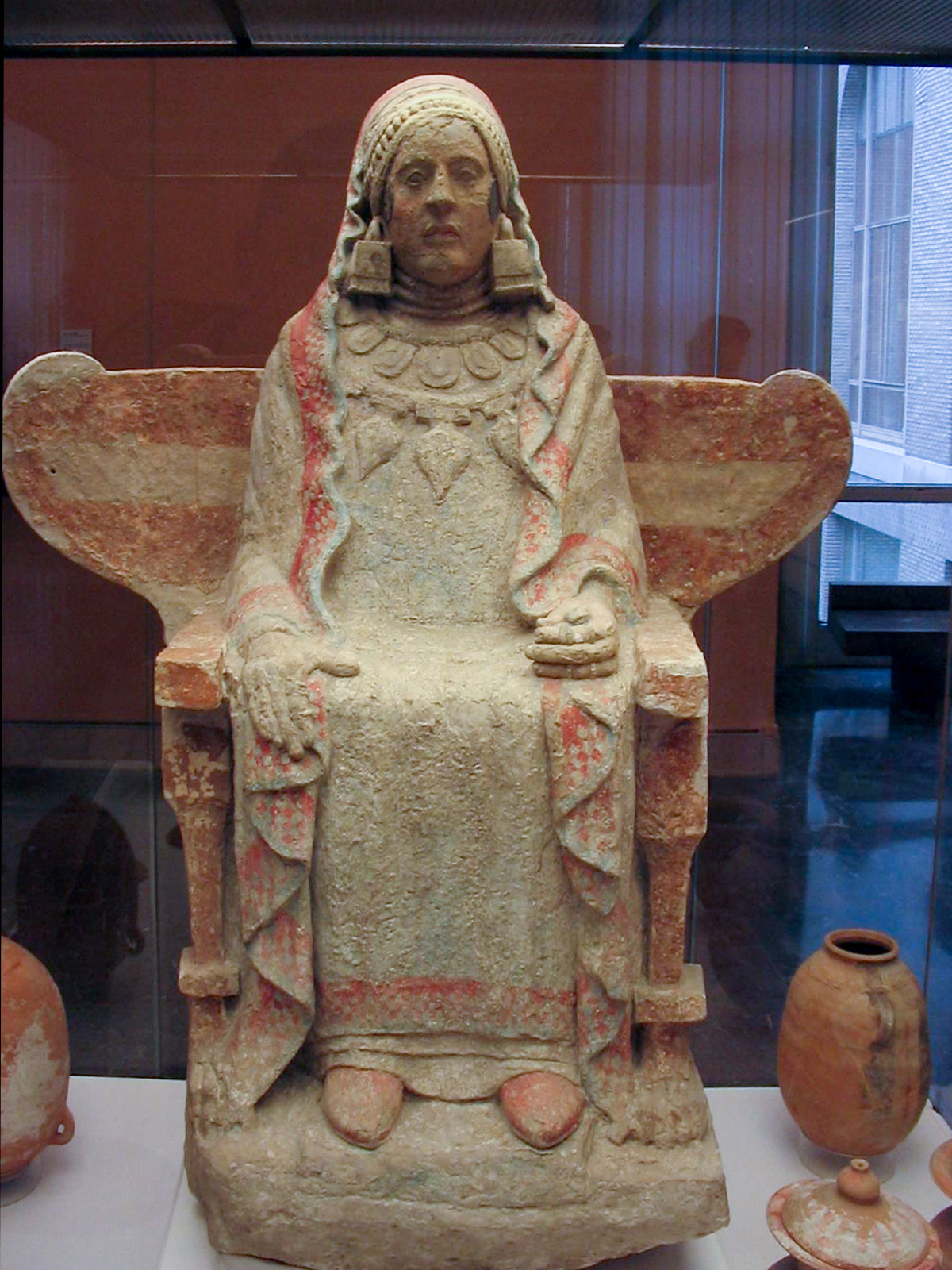
Dama de Baza.
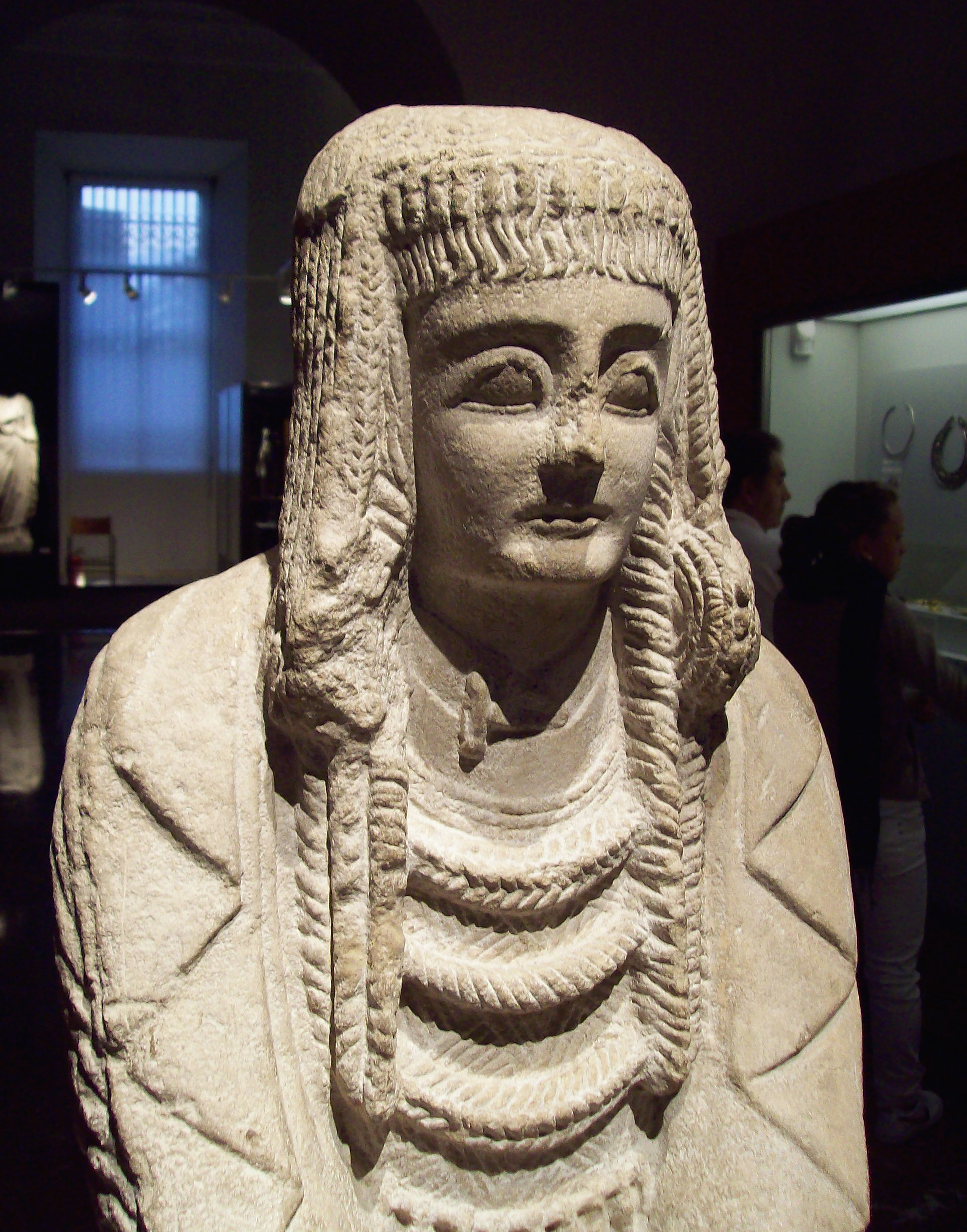
Gran Dama Oferent del Cerro de los Santos.
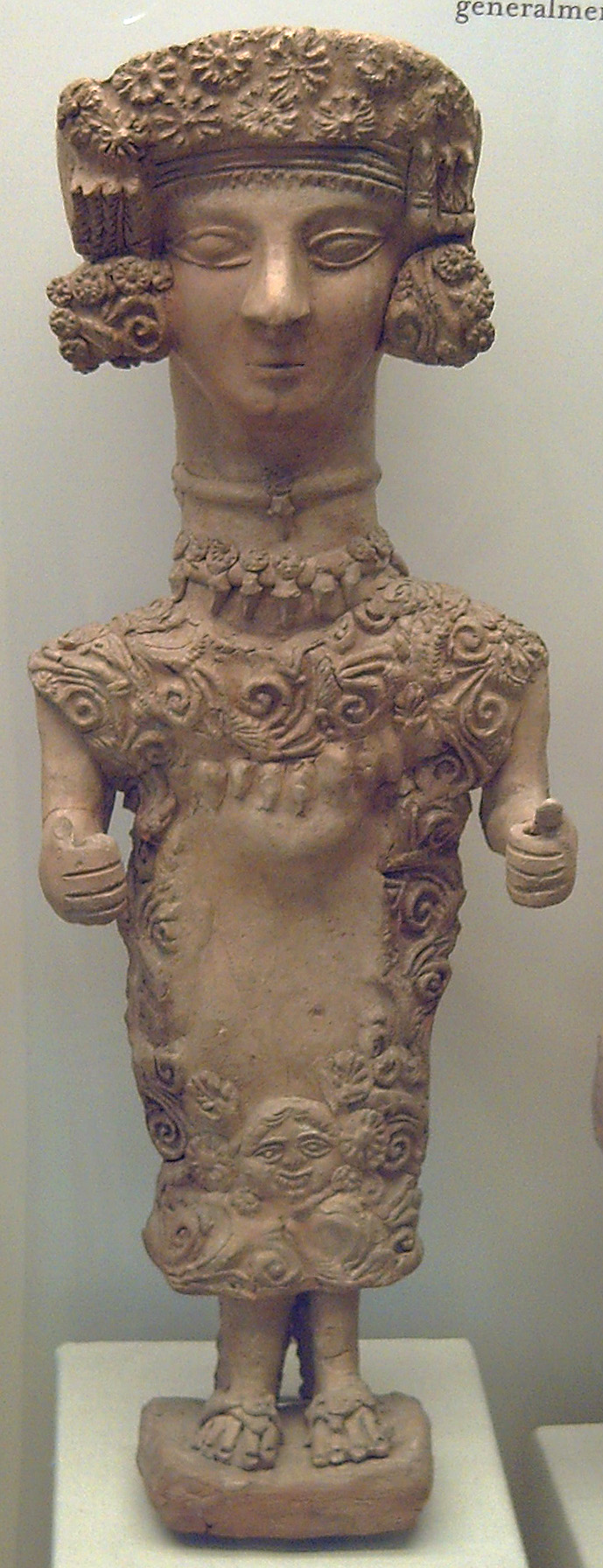
Dama d'Eivissa.
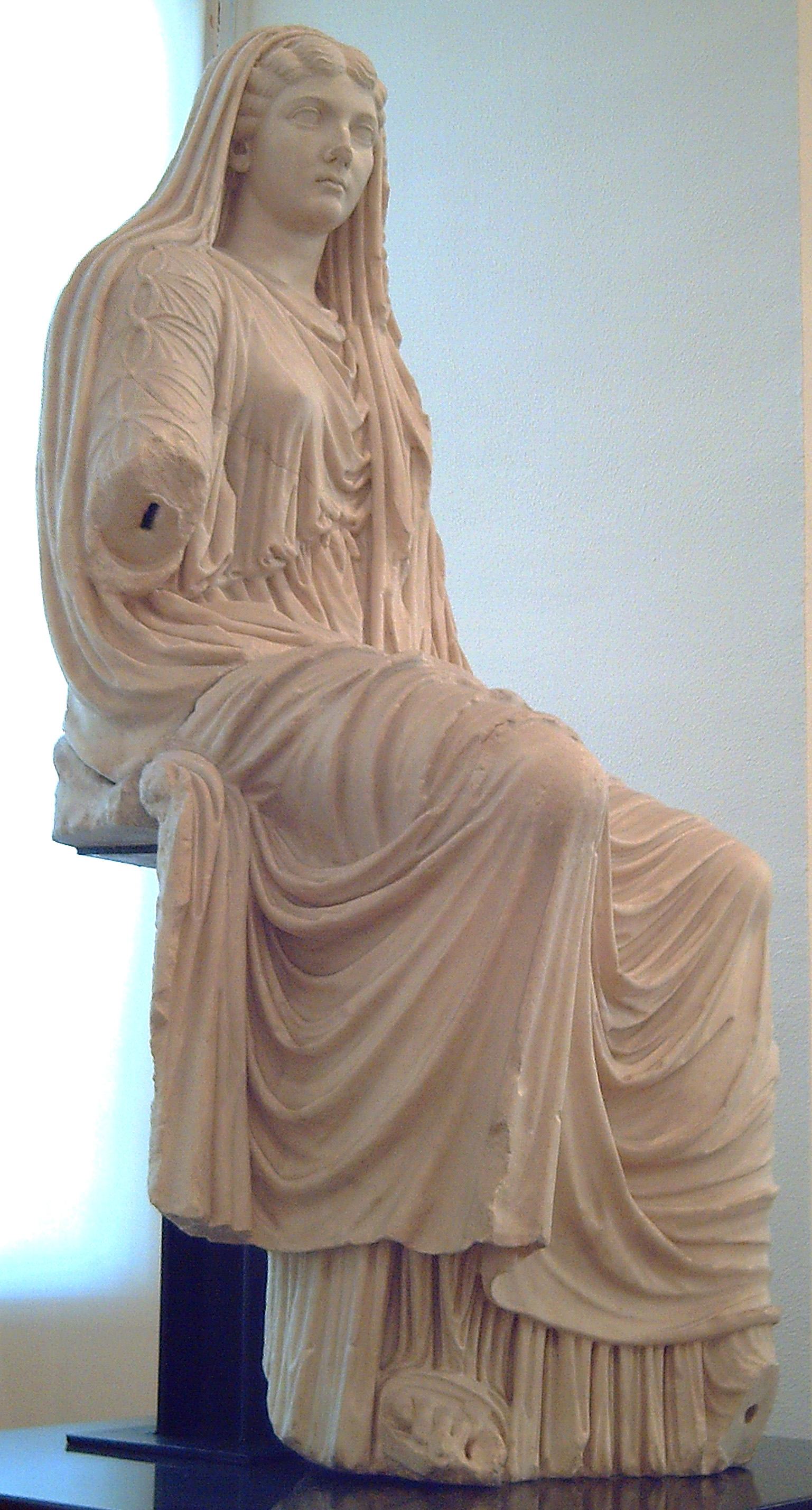
Estàtua sedent de Lívia Drusil·la.
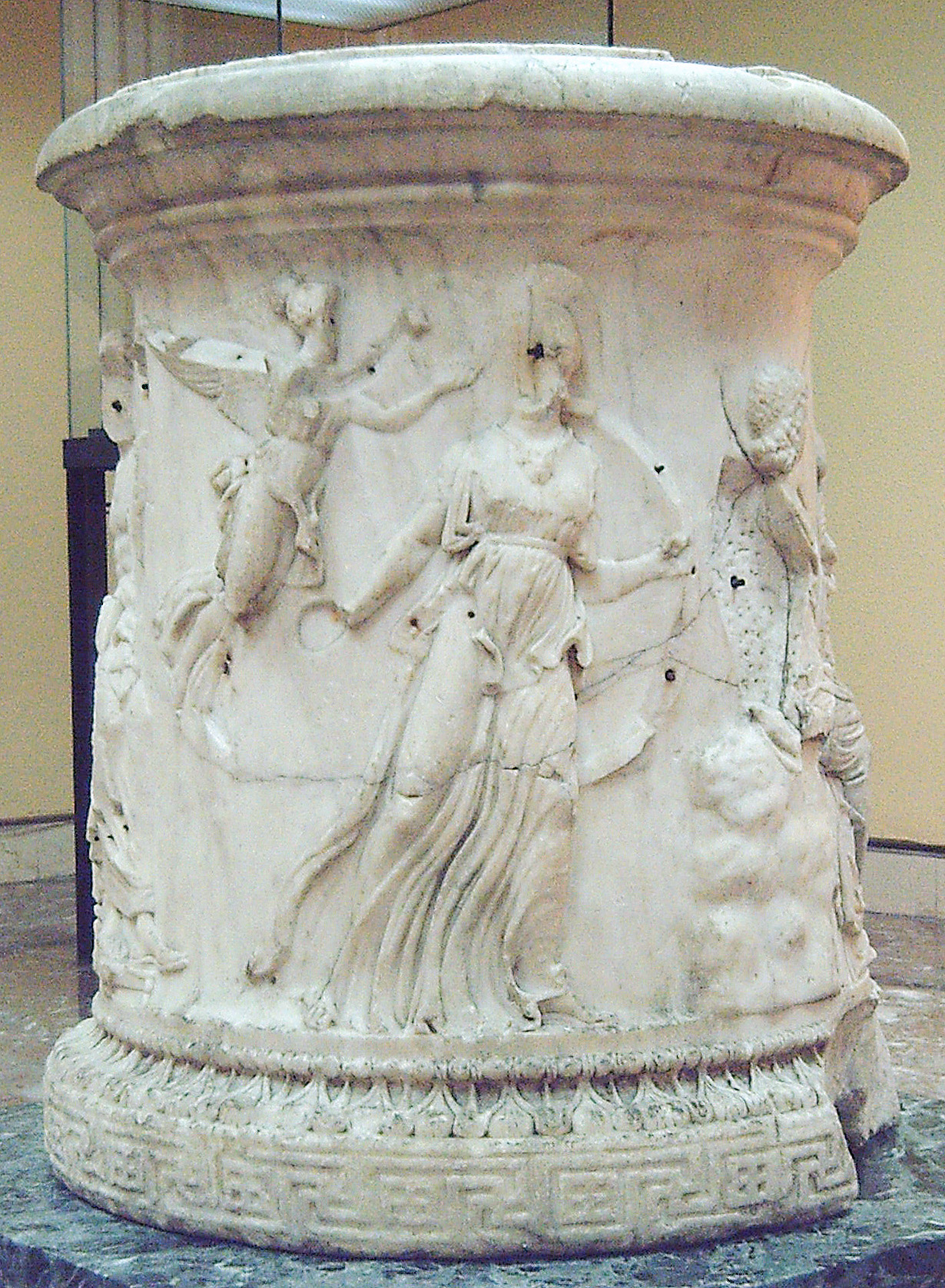
Puteal de la Moncloa.
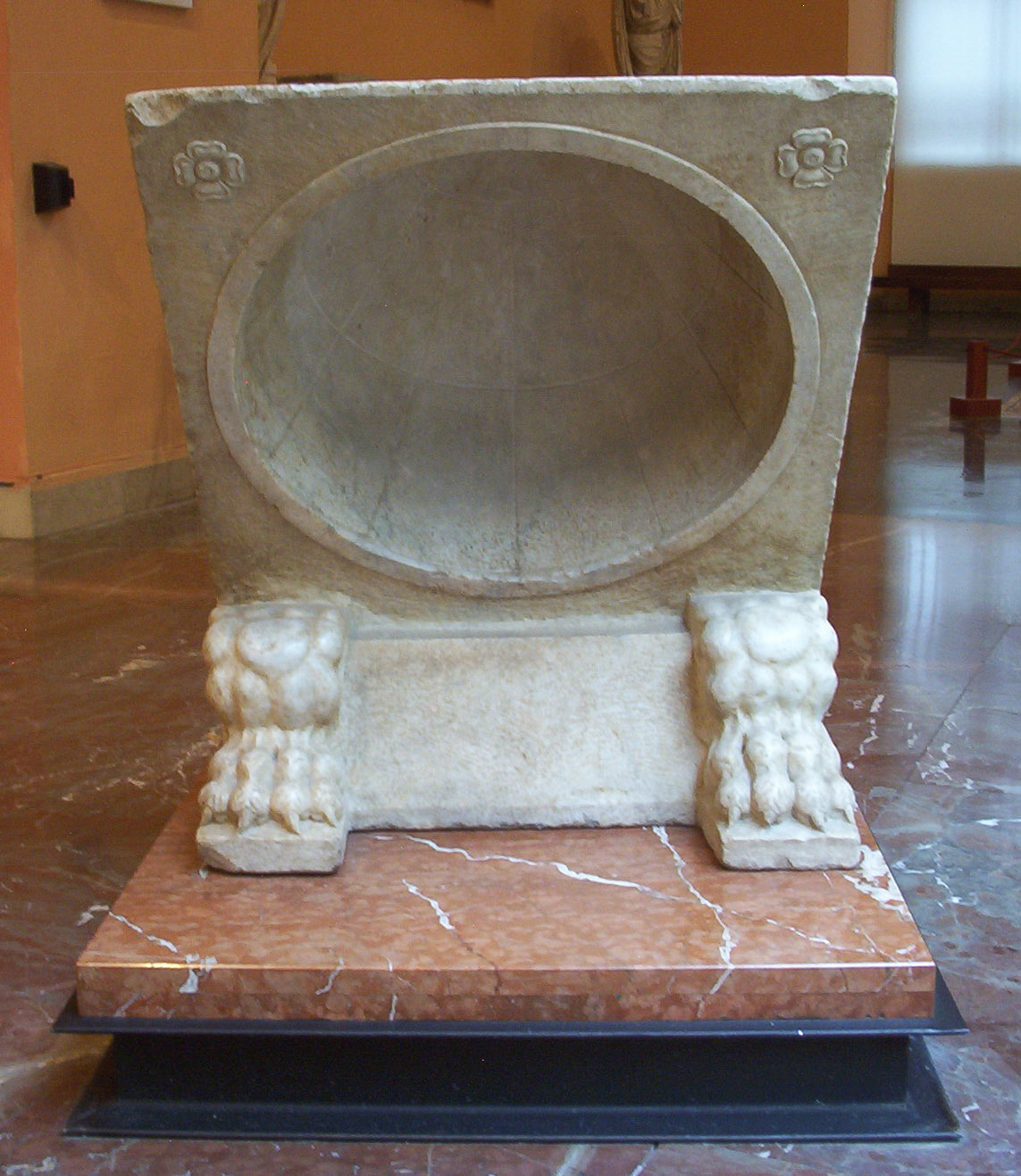
Rellotge solar de Baelo Claudia.
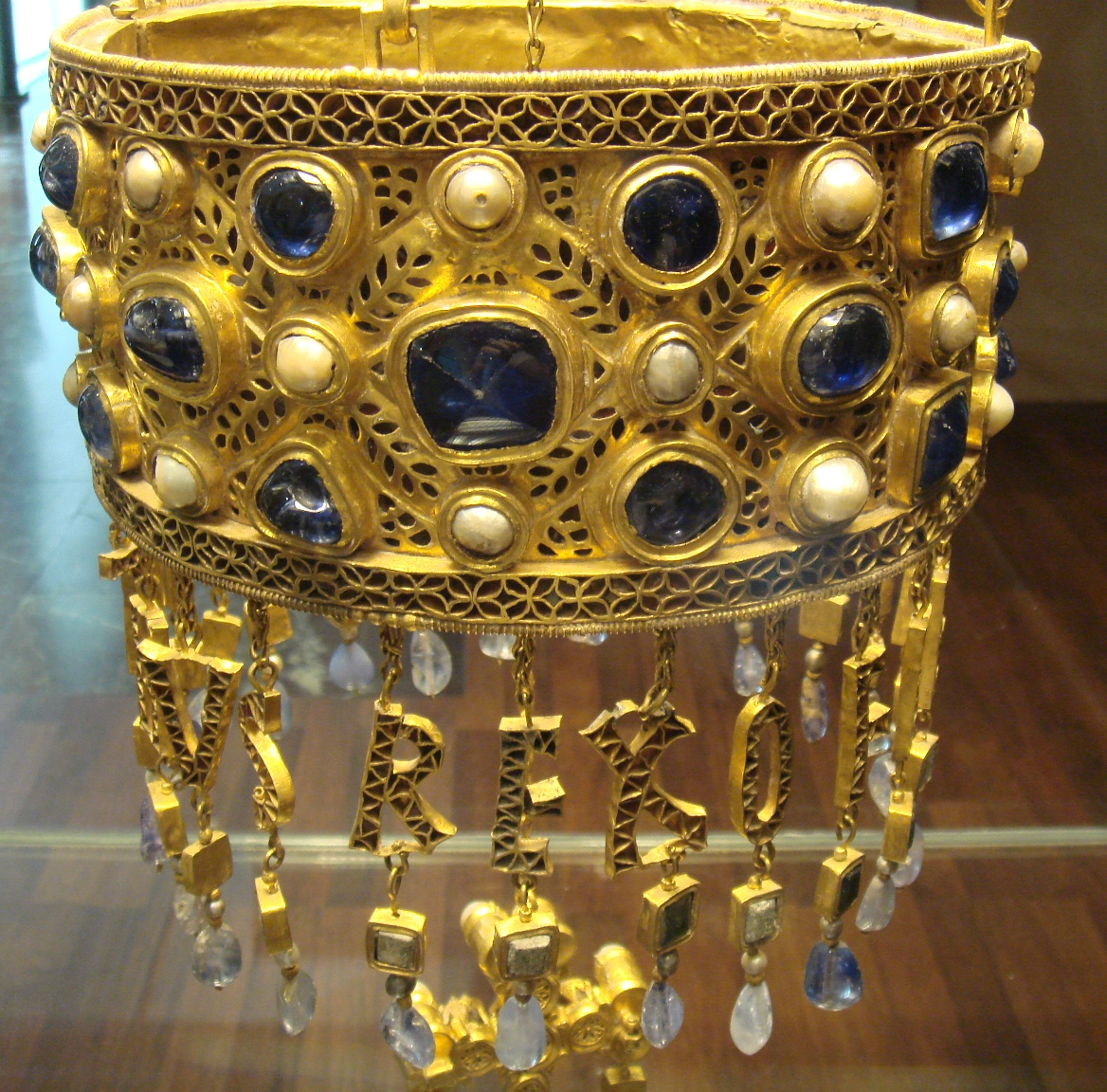
Corona de Recesvint, del Tresor de Guarrazar.
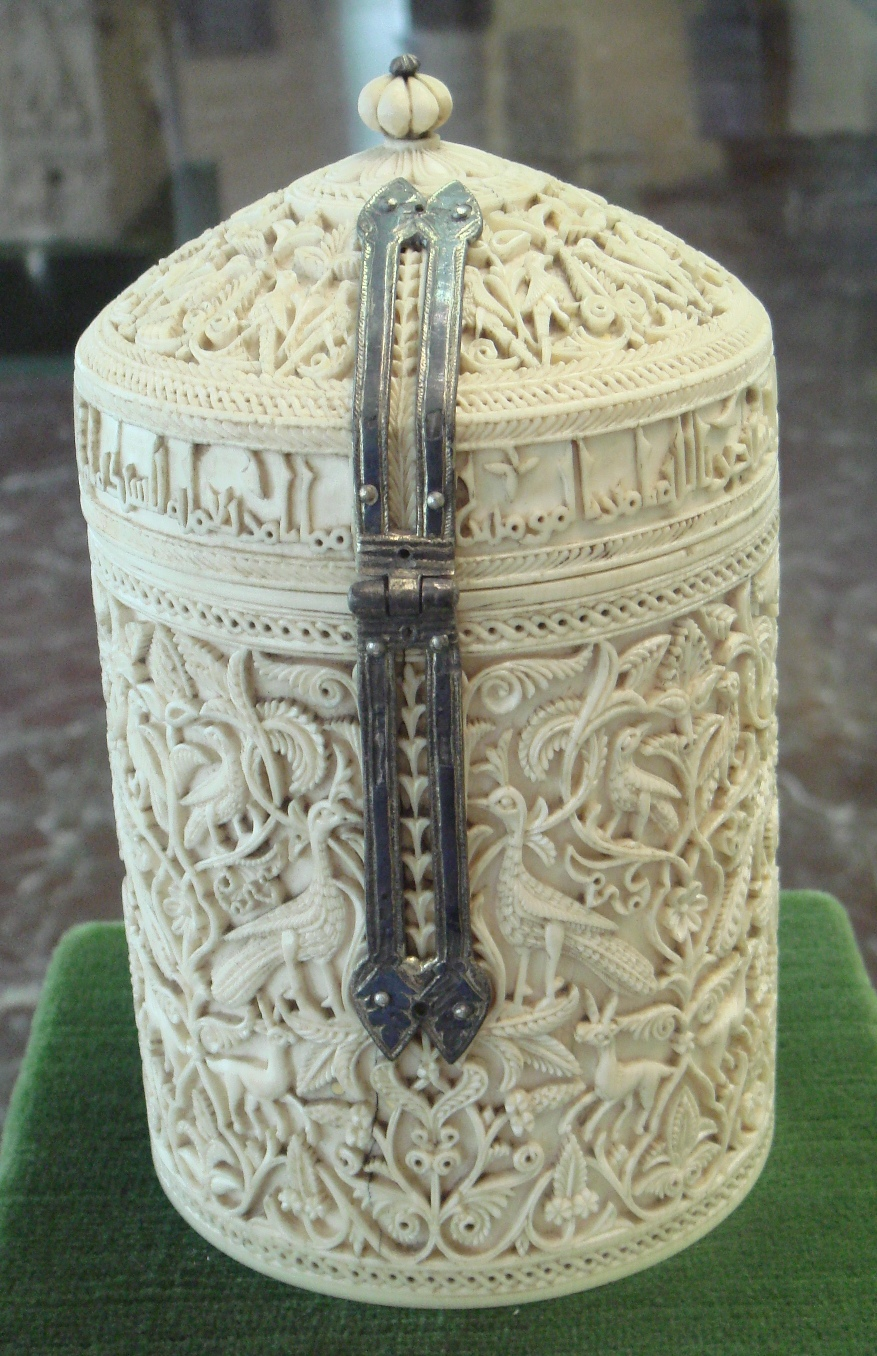
Pot de Zamora.
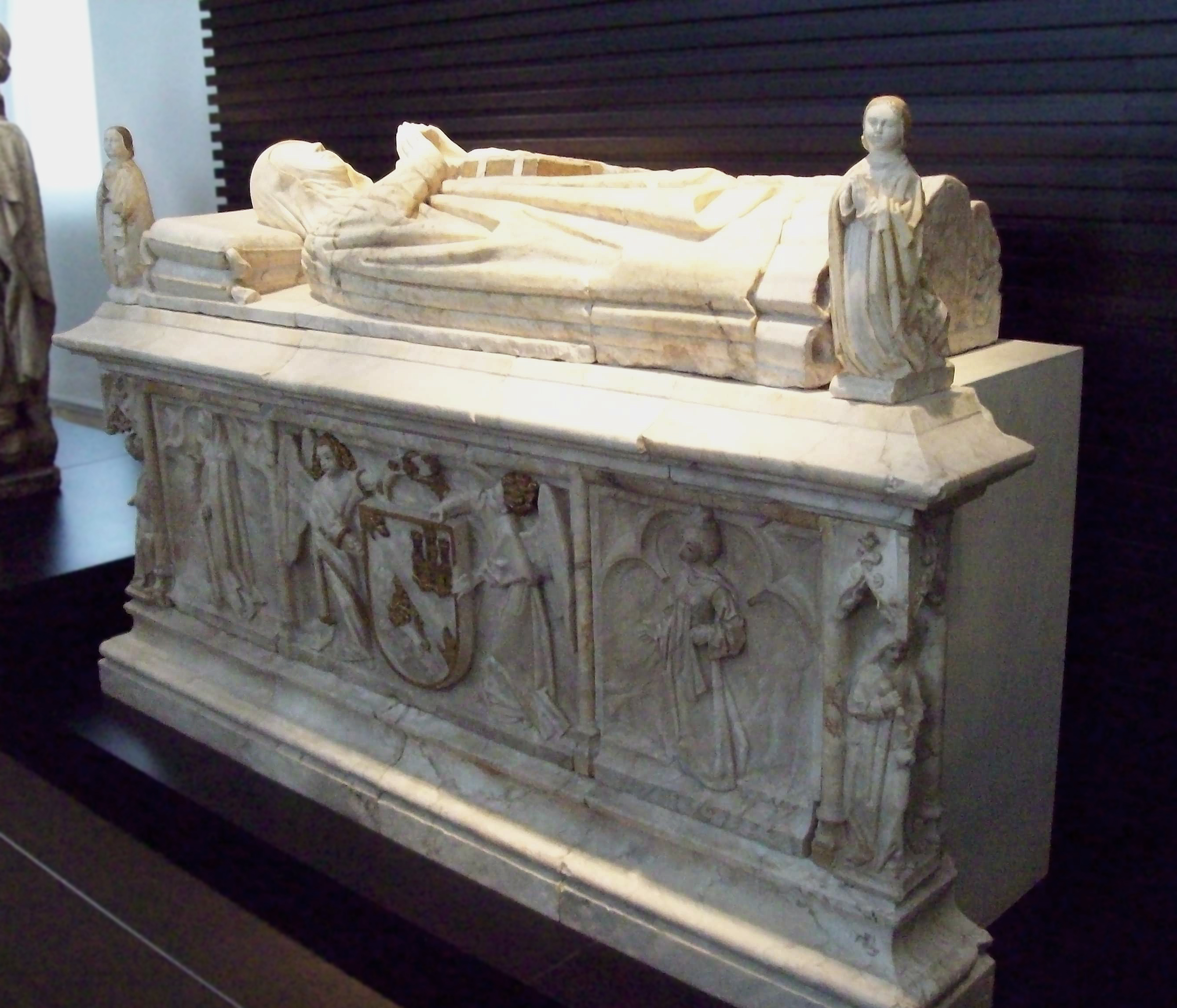
Sepulcre de Constança de Castella.
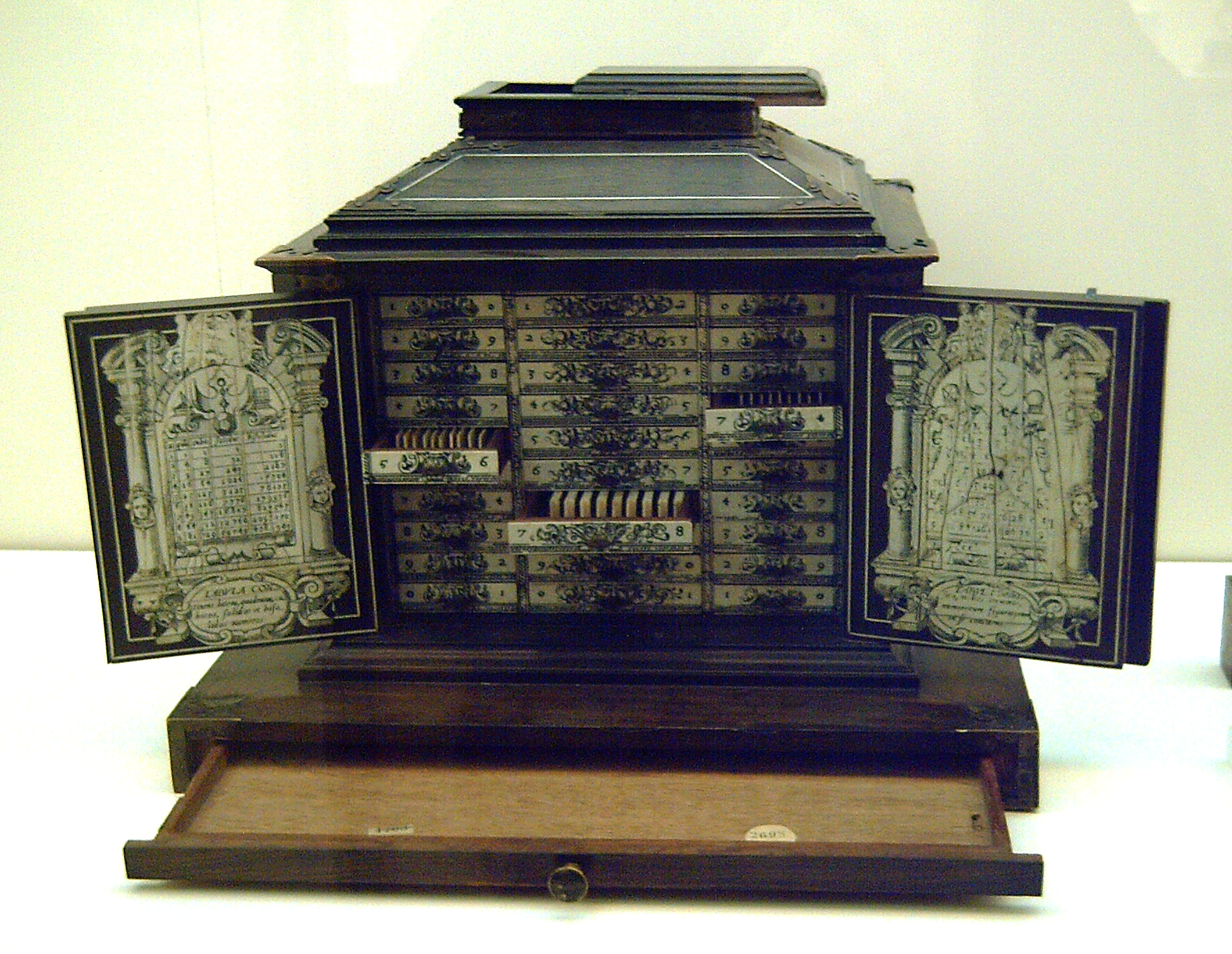
Àbac neperià.